# Oblast d'Irkoutsk
L'oblast d'Irkoutsk (en russe : Ирку́тская о́бласть, Irkoutskaïa oblast) est un sujet de la fédération de Russie, situé dans le district fédéral sibérien, dont la capitale administrative est la ville d'Irkoutsk. Fondé en 1937 en tant qu'oblast, l'oblast d'Irkoutsk est limitrophe de Touva, du kraï de Krasnoïarsk, de la république de Sakha, du kraï de Transbaïkalie et de la Bouriatie. Rosstat lui attribue le code 25, et son code d'immatriculation est 38. Sixième plus grand sujet de Russie, il est baigné par le lac Baïkal.
Le territoire qui compose l'oblast moderne a été pendant longtemps peuplé par des peuples sibériens et mongols. Au Moyen-Âge, la région est sous l'influence des États mongols et des dynasties chinoises, bien qu'elle soit très périphérique. La conquête de la Sibérie par les Russes venus de l'ouest commence dans la région au début du XVIIe siècle. Pendant les premières décennies, les Bouriates se livrent à des conflits avec les Russes, avant que ces derniers affirment leur dominance. Irkoutsk est fondée en 1661, alors que plusieurs villes comme Bratsk et Oust-Kout ont déjà été fondés. Au XVIIIe siècle, la région se développe avec le commerce de la fourrure, et la région devient le gouvernement d'Irkoutsk à la fin du siècle. La région profite de la découverte de gisements aurifères et des décabristes qui se concentrent dans la capitale régionale. Pendant la guerre civile russe, la région est le théâtre de la déroute des Armées blanches avec la grande marche de glace de Sibérie et l'assassinat de Koltchak en 1920. Au cours de la période soviétique, l'oblast a été formé le 26 septembre 1937, et a été grandement industrialisé. En 2008, l'oblast s'est agrandi avec l'annexion de la Bouriatie-Oust-Orda en son sein.
En 2023, sa population s'élevait à 2 344 360 personnes, en baisse constante depuis l'effondrement de l'URSS. La population est inégalement répartie, avec une densité moyenne de 3,03 hab./km2, avec une population urbaine à hauteur de 78,25 %, en grande partie dans l'agglomération d'Irkoutsk. Les Russes y sont majoritaires, avec plus de 90 % de la population, bien que d'autres minorités existent. Dans ces minorités, il y a des Bouriates ainsi qu'en Tofalarie dans les Saïan les Tofalars.
L'économie de l'oblast est développé, avec un important secteur d'exploitation des ressources, naturelles, agricoles ou hydroélectriques. Son produit régional brut en 2021 était d'un peu moins de 2 000 milliards de roubles, soit le 14e des 85 sujets russes, et avec un taux de chômage de 6,6 %. En outre, il dispose d'un secteur touristique en développement, grâce notamment au lac Baïkal, plus grande réserve d'eau douce liquide de la planète et plus profond lac au monde, classé au patrimoine mondial de l'UNESCO. Tout comme de nombreux sujets sibériens, l'oblast dispose de grandes aires protégées, parmi lesquelles la réserve naturelle Baïkal-Léna et le parc national Pribaïkalski.

## Géographie

### Situation

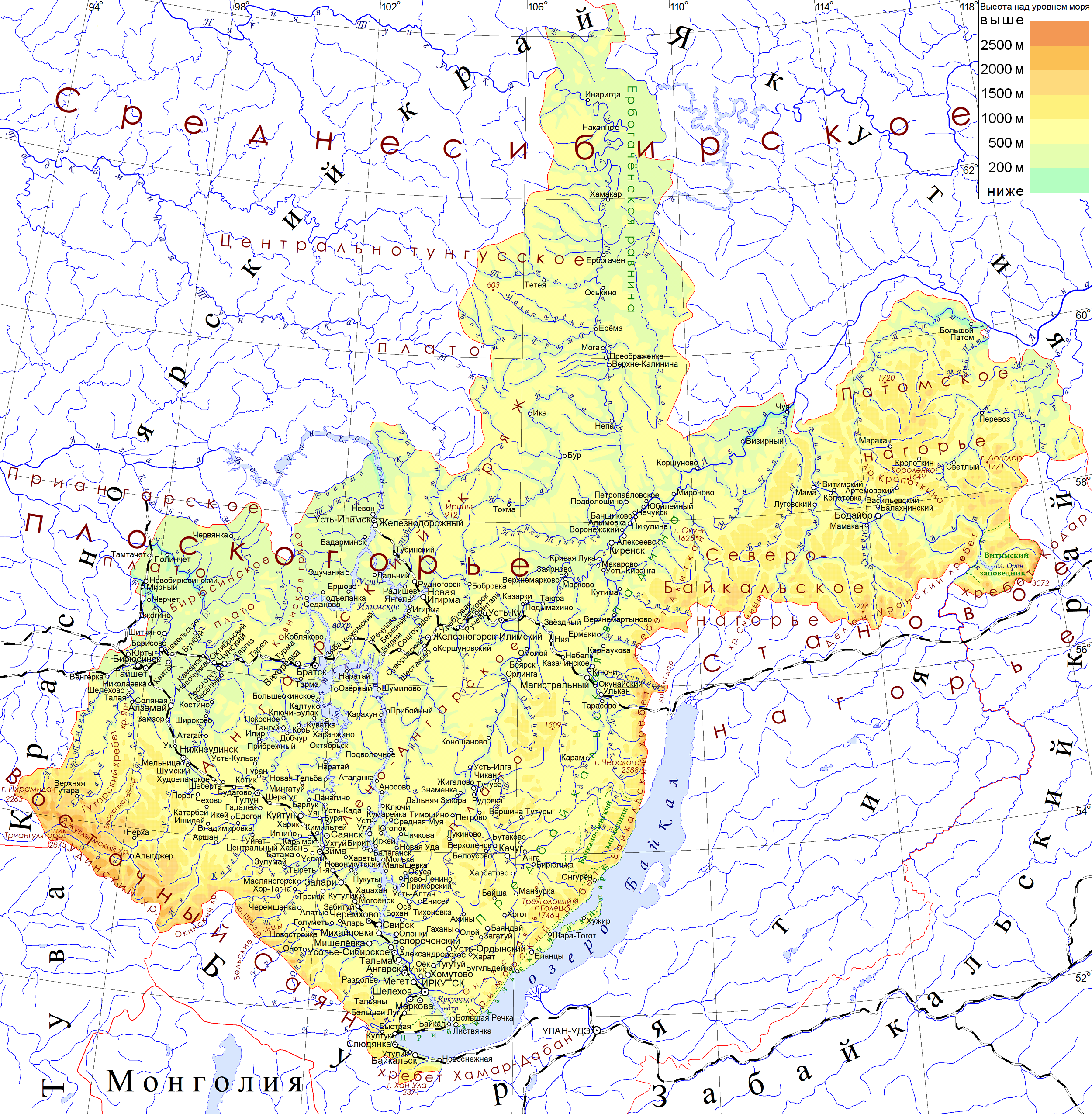
Carte topographique de l'oblast.

L'oblast d'Irkoutsk est un des 89 sujets de la fédération de Russie, situé dans la vaste région naturelle de Sibérie. L'oblast se trouve dans le sud de la Sibérie orientale, et vers le centre de l'Asie. Son territoire s'étend du sud au nord sur près de 1 450 km, d'ouest en est sur 1 318 km. Le point le plus méridional est au 51e parallèle nord, celui le plus septentrional atteint presque le 65e parallèle nord. La région occupe une superficie de 774 846 km2, soit 4,6 % du territoire de la Russie, faisant de lui le 6e plus grand sujet de Russie. Il a une taille équivalente à l'Italie, le Danemark, la Belgique, le Royaume-Uni, le Portugal et les Pays-Bas réunis,.
Son territoire est limitrophe à l'ouest et au nord-ouest du kraï de Krasnoïarsk, au nord-est de la république de Sakha, à l'extrémité orientale du kraï de Transbaïkalie. De plus, il borde au sud-est et au sud la république de Bouriatie et au sud-ouest la république de Touva. La longueur totale des frontières dépasse les 7 240 km, dont 520 km de frontière lacustre sur le Baïkal. Elle contient les bassins des rivières Angara, Léna et Toungouska inférieure. Son point culminant est le pic Martin, un sommet de 2 988 m d'altitude, à l'extrémité orientale de l'oblast dans le massif de Kodar.

L'ensemble de l'oblast d'Irkoutsk se trouve dans l'heure d'Irkoutsk. Par rapport à l'heure de Moscou, le fuseau horaire présente un décalage constant de +5 heures. Le décalage par rapport au temps universel coordonné est de +08.00. 

Paysages de l'oblast :
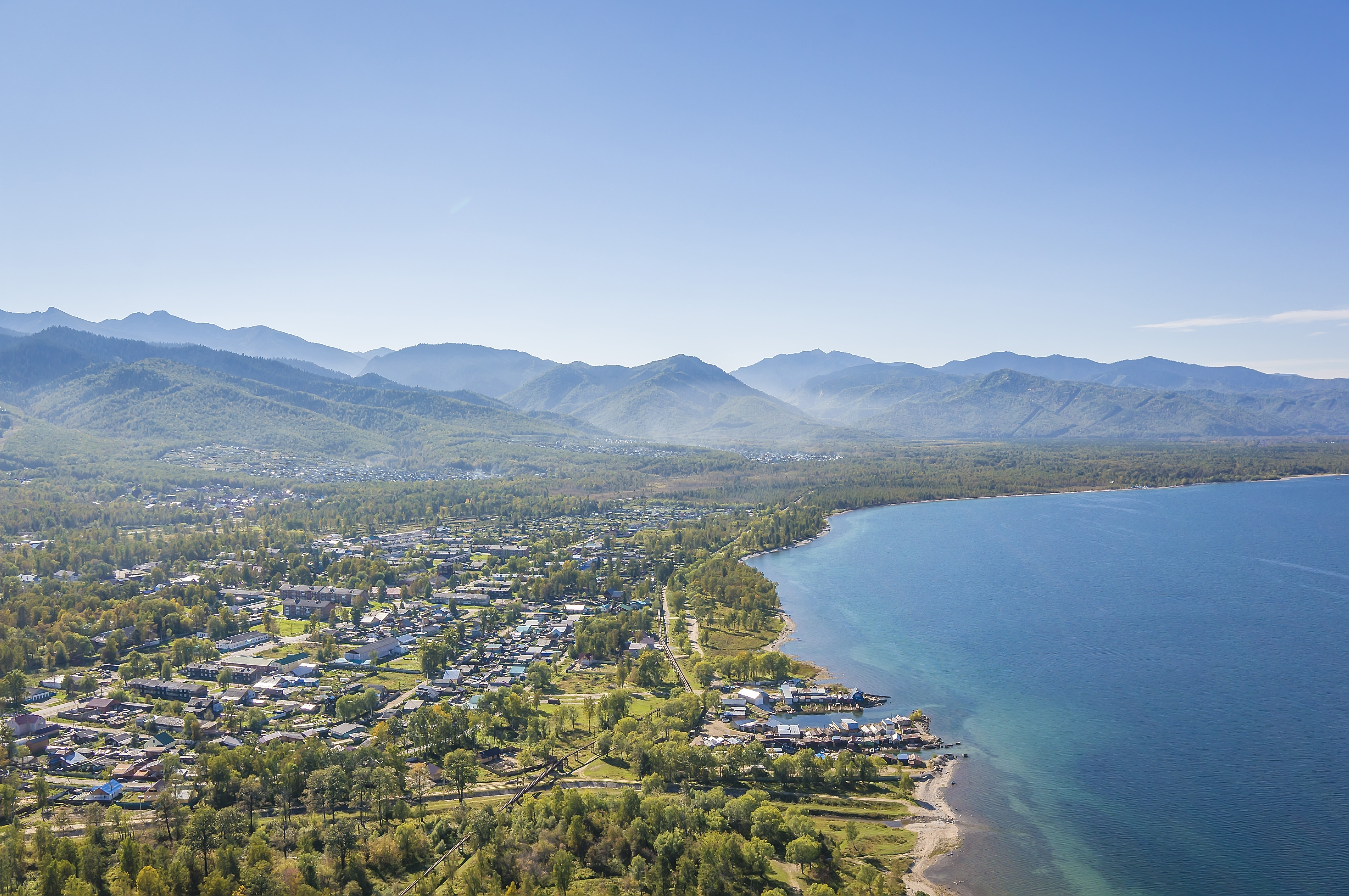
Vue des Khamar-Daban et du lac Baïkal à Baïkalsk.
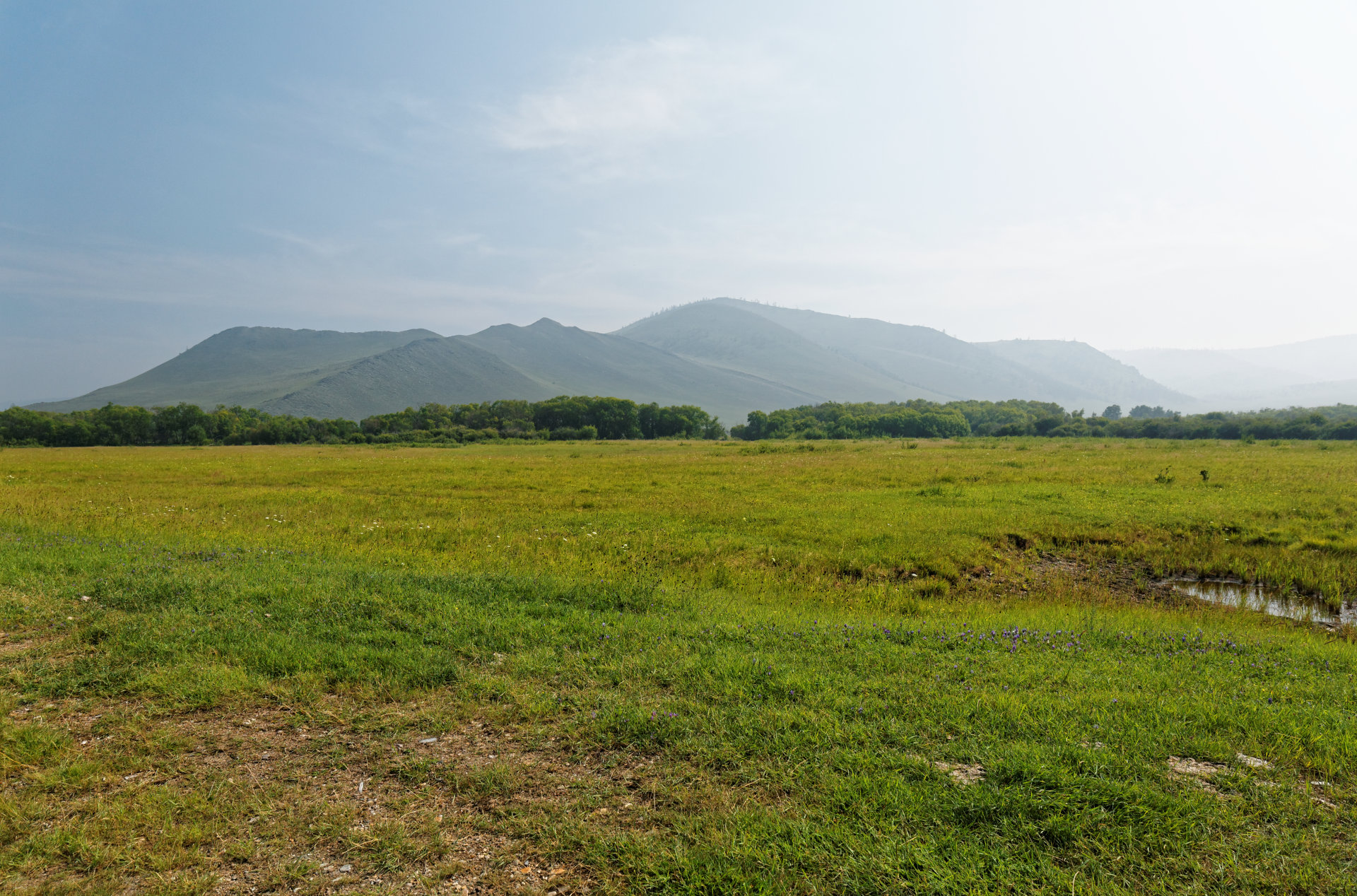
Vue de la steppe de Tajeran, raïon d'Olkhon.
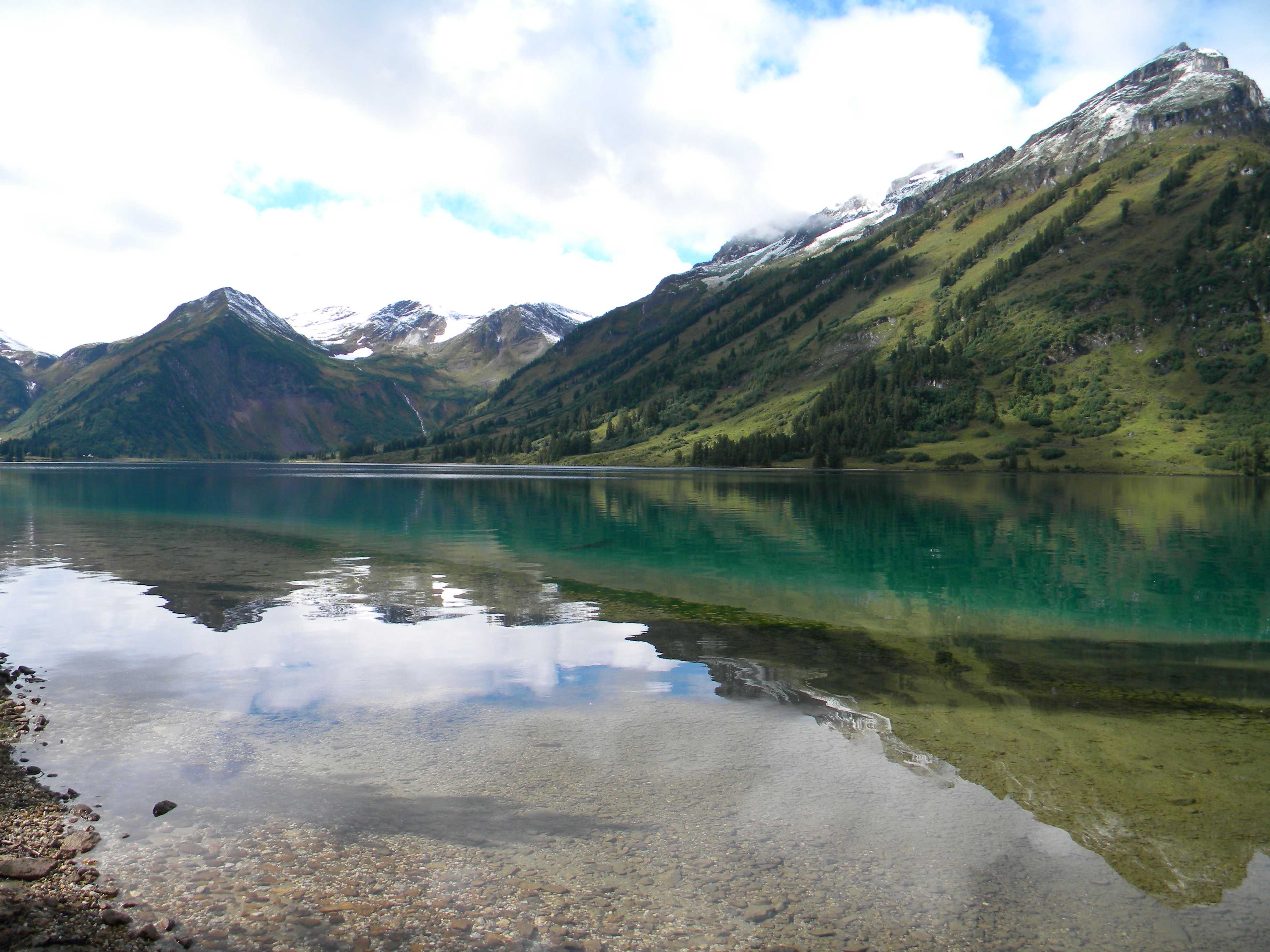
Le Medvejié en Tofalarie.
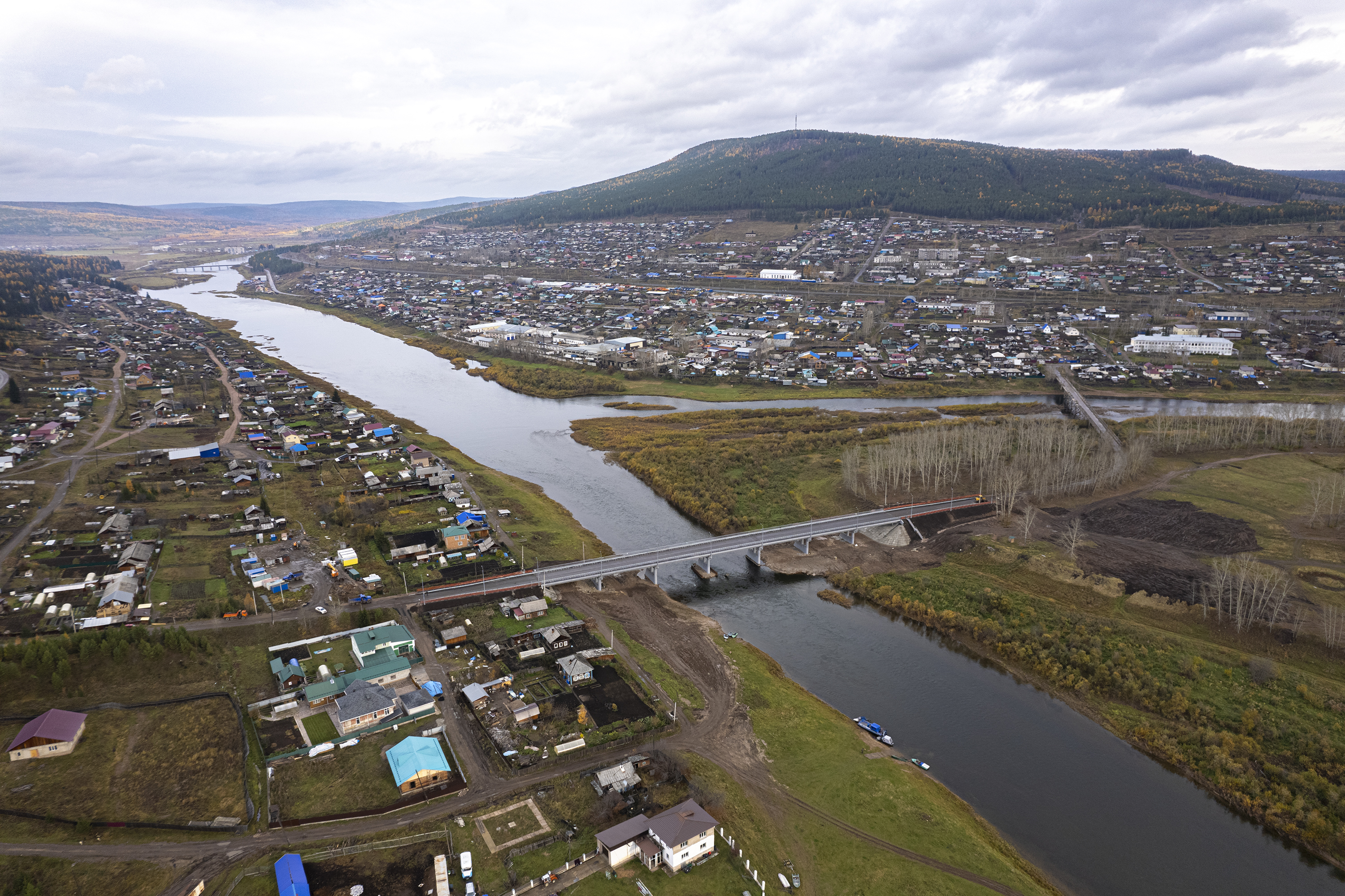
Oust-Kout et la Léna dans le nord de l'oblast.

### Relief

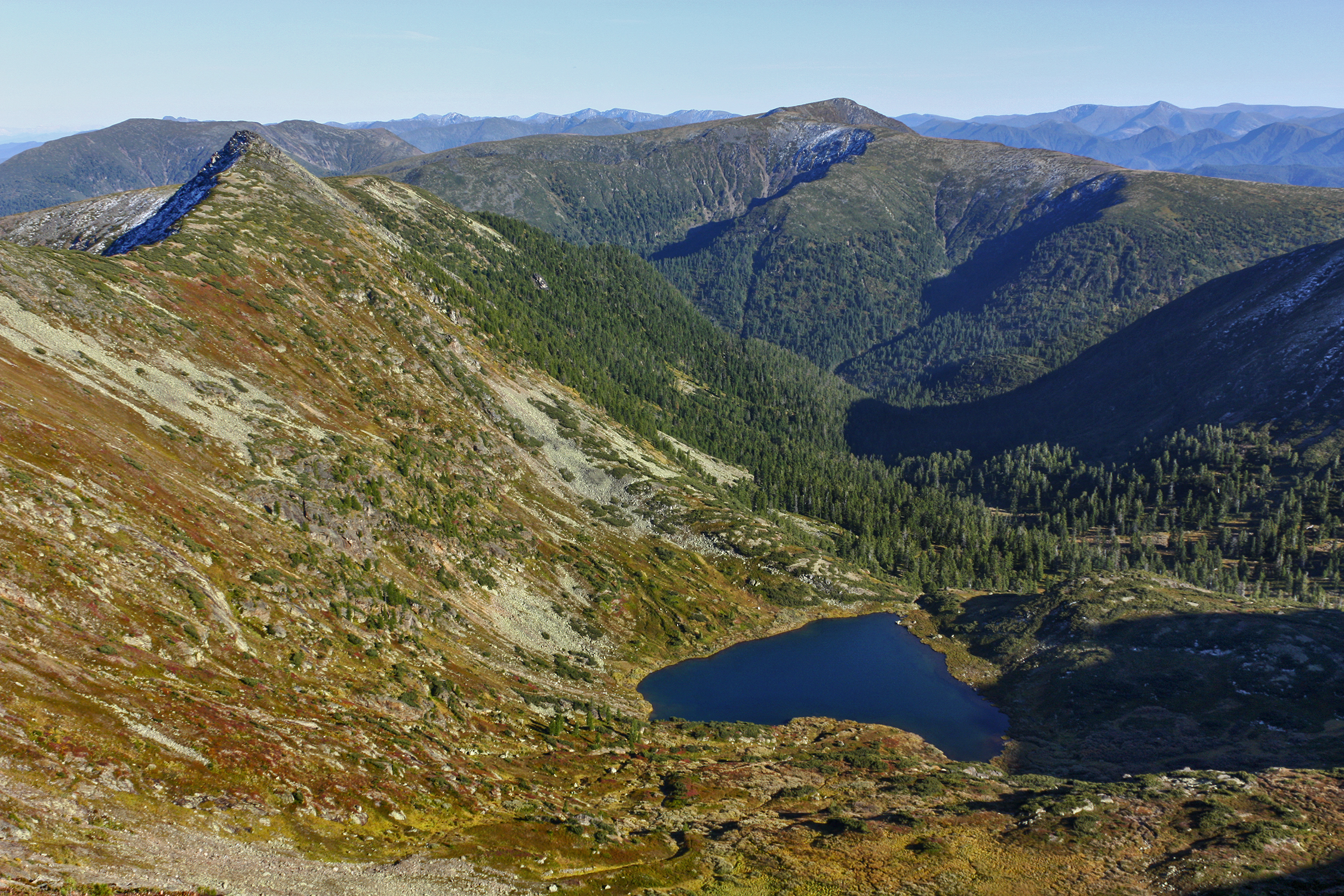
Lac Sredtsé dans les monts Khamar-Daban, vu depuis le pic Tcherski.

La majeure partie de l'oblast a un relief plat et élevé, avec des zones plus pentues au nord et nord-ouest. L'oblast d'Irkoutsk a 70 % de son territoire compris entre 200 et 750 m d'altitude, tanids que les basses terres (jusqu'à 200 m d'altitude) n'occupent que 1 % de la superficie totale, et sont confinées à certaines parties des vallées des cours d'eau Léna, Angara, Tchouna et Birioussa.
Au sud de l'oblast se trouvent les vastes chaînes de montagnes des Khamar-Daban et du Saïan oriental. Les hauteurs de ces massifs atteignent les 1 500 m d'altitude, et certains sommets sur la frontière ou proche de la frontière avec la Bouriatie s'élèvent à près de 3 000 m d'altitude.
Le point culminant est le Pic Martin, un sommet de 2 988 m d'altitude, à l'extrémité orientale de l'oblast, dans le massif de Kodar. Le point le plus bas est au fond du lac Baïkal, près de l'île d'Olkhon, à 1 181 m sous le niveau de la mer. Le dénivelé total de l'oblast atteint ainsi 4 180 m.

### Hydrographie

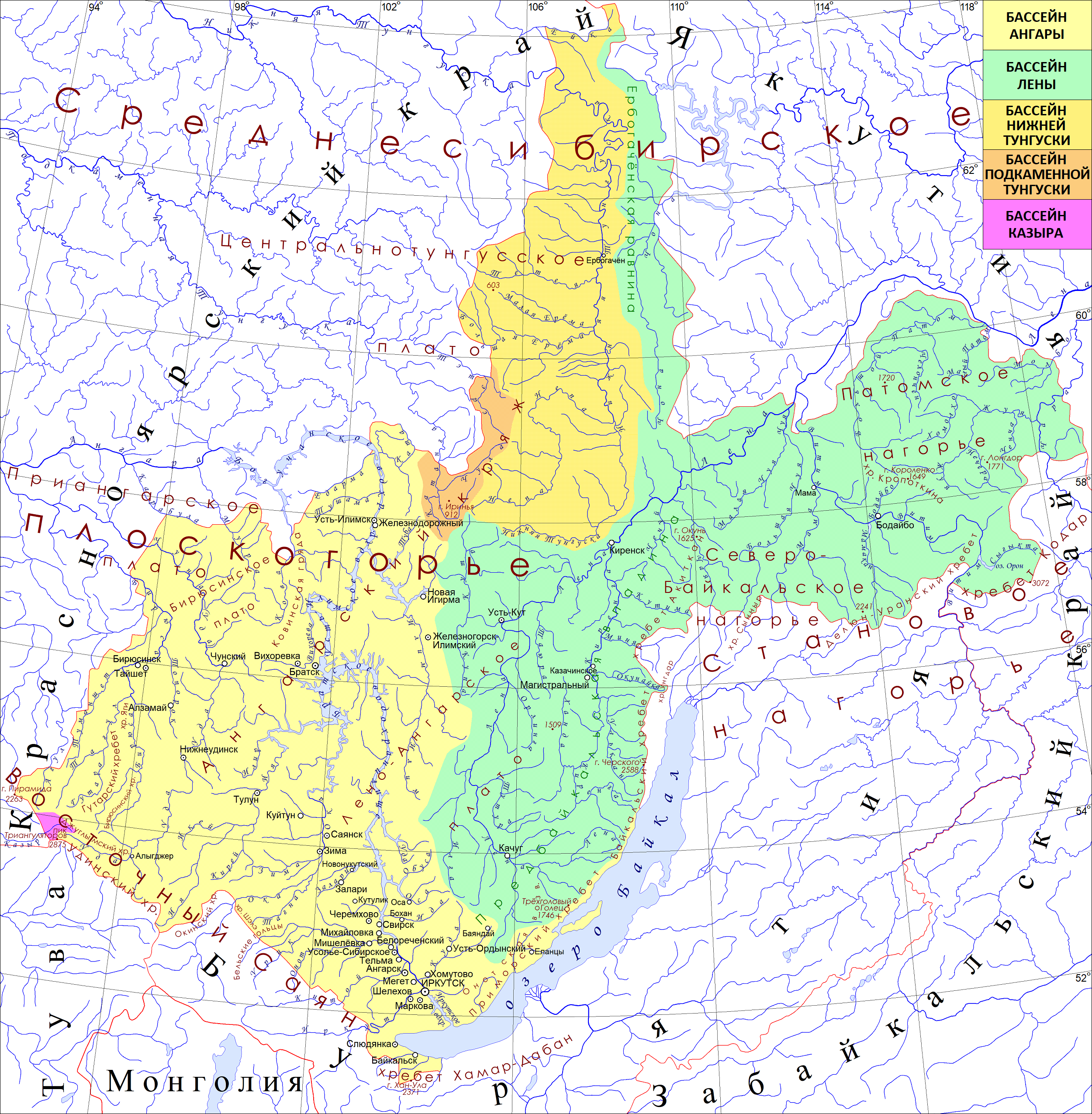
Bassins des rivières de l'oblast.

L'oblast d'Irkoutsk a de très conséquentes réserves en eau, grâce à ses nombreux cours d'eau et lacs, en particulier grâce au lac Baïkal. Son réseau hydrographique compte plus de 65 000 cours d'eau, avec une longeur totale de l'ensemble de ses cours d'eau de 309 355 km. Les cours d'eau de plus de 500 km de long ne sont qu'au nombre de 12, soit 0,02 %. Les petites rivières (moins de 10 km) forment 91,24 % de la longueur totale des cours d'eau.La densité du réseau hydrologique est de 400 m/km2.
L'oblast d'Irkoutsk compte 12 bassins de rivières sur son territoire. Il est recouvert entre autres par les bassins de l'Angara, un sous-bassin de l'Ienisseï qui possède le bassin du Baïkal, lui-même de la Toungouska Inférieure ; de la Léna et de leurs nombreux affluents. Le volume totale d'eau annuellement est de 175 à 180 km3, à cela s'ajoute 135 à 140 km3 qui proviennent de l'extérieur de l'oblast, ainsi que plus de 310 km3 qyu s'écoulent en dehors de l'oblast. Seulement 1 % du volume d'eau est prélevé.
L'oblast d'Irkoutsk compte, en excluant le Baïkal, 229 lacs d'une superficie totale de 7 732,5 km2,. Il possède de plus une partie du lac Baïkal (l'autre partie étant en Bouriatie), d'une superficie de 31 722 km2, ce qui en fait le 7e lac le plus étendu au monde. Son volume d'eau (23 600 km3) représente environ 20 % de l'eau douce retenue dans les lacs et les rivières,. Il est comparable au volume totale des Grands Lacs d'Amérique du Nord. Cela représente aussi plus de 90 % des réserves d'eau douce de Russie. Il est le lac le plus profond, sa colonne d'eau atteignant jusqu'à 1 642 m. Il est long du nord au sud de 636 km, sa largeur maximale est de 79,5 km.
Par ailleurs, l'oblast d'Irkoutsk, qui possède 10 % des ressources hydroélectriques du pays, compte des grands réservoirs, avec entre autres le réservoir d'Irkoutsk, d'une superficie de 154 km2 et d'un volume de 2,1 km3 ; le réservoir de Bratsk d'une superficie de 5 470 km2 et d'un volume de 169,3 km3 et le réservoir d'Oust-Ilimsk, d'une superficie de 1 922 km2 et d'un volume de 58,93 km3.

### Climat
Les conditions climatiques sont rudes, avec un climat nettement continental, et il est influencé par l'éloignement des mers et sa position vers le centre de l'Asie. Il se caractérise par des hivers rigoureux, longs et peu enneigés, ainsi que des étés chauds avec de fortes précipitations.
| Températures moyennes minimales              | −7,1 °C                                     | −3,6 °C                                          | −6,2 °C                                       |
| Températures moyennes                        | 2,4 °C                                      | −1,4 °C                                          | −1,2 °C                                       |
| Températures moyennes maximales              | 3,2                                         | 7,7 °C                                           | 4,3 °C                                        |
| Précipitations moyennes                      | 1 356,8 mm                                  | 477 mm                                           | 356,6 mm                                      |
| Ensoleillement moyen                         | 1 872 h                                     | 2 142 h                                          | 2 009,0 h                                     |
| Record de températures Minimale / Maximale   | −39,6 °C (janvier 2018) / 32 °C (juin 2010) | −49,7 °C (janvier 1915) / 37,2 °C (juillet 1915) | −57,6 °C (janvier 1915) / 36,1 °C (juin 1931) |
| Source : Climatebase.ru, et pogoda i klimat, |                                             |                                                  |                                               |

### Géologie
L'oblast d'Irkoutsk se situe à la fonction de deux structures géologiques que sont la plate-forme sibérienne, dans sa partie sud, et la zone du rifit du Baïkal. La zone du Roft du Baïkal a une activité tectonique et une sismicité élevée (jusqu'à 8 à 10 points sur l'échelle de Mercalli). Chaque année, les stations sismiques dans le sud-ouest enregistrent des milliers de petites secousses.

## Urbanisme

### Répartition des terres
La répartion des terres selon le rapport d'État « Sur l'état et la protection de l'environnement de la fédération de Russie en 2022 » du ministère des ressources naturelles et de l'environnement russe est, selon les catégories du code foncier russe, la suivante:
| Répartition                                   | 2022 (mille ha) | 2022 (%) |
| --------------------------------------------- | --------------- | -------- |
| Terres agricoles                              | 2873,2          | 3,7      |
| Terres des localités                          | 416,3           | 0,5      |
| Terres d'industrie et autres fins spéciales   | 580,4           | 0,8      |
| Terres des territoires et des objets protégés | 1552,4          | 2,0      |
| Terres du fonds forestier                     | 69327,6         | 89,5     |
| Terres du fonds aquatique                     | 2241,5          | 2,9      |
| Terres de réserve                             | 493,2           | 0,6      |
| Total                                         | 77 484,6        | 100      |

### Voies de communication et transports

#### Transport routier

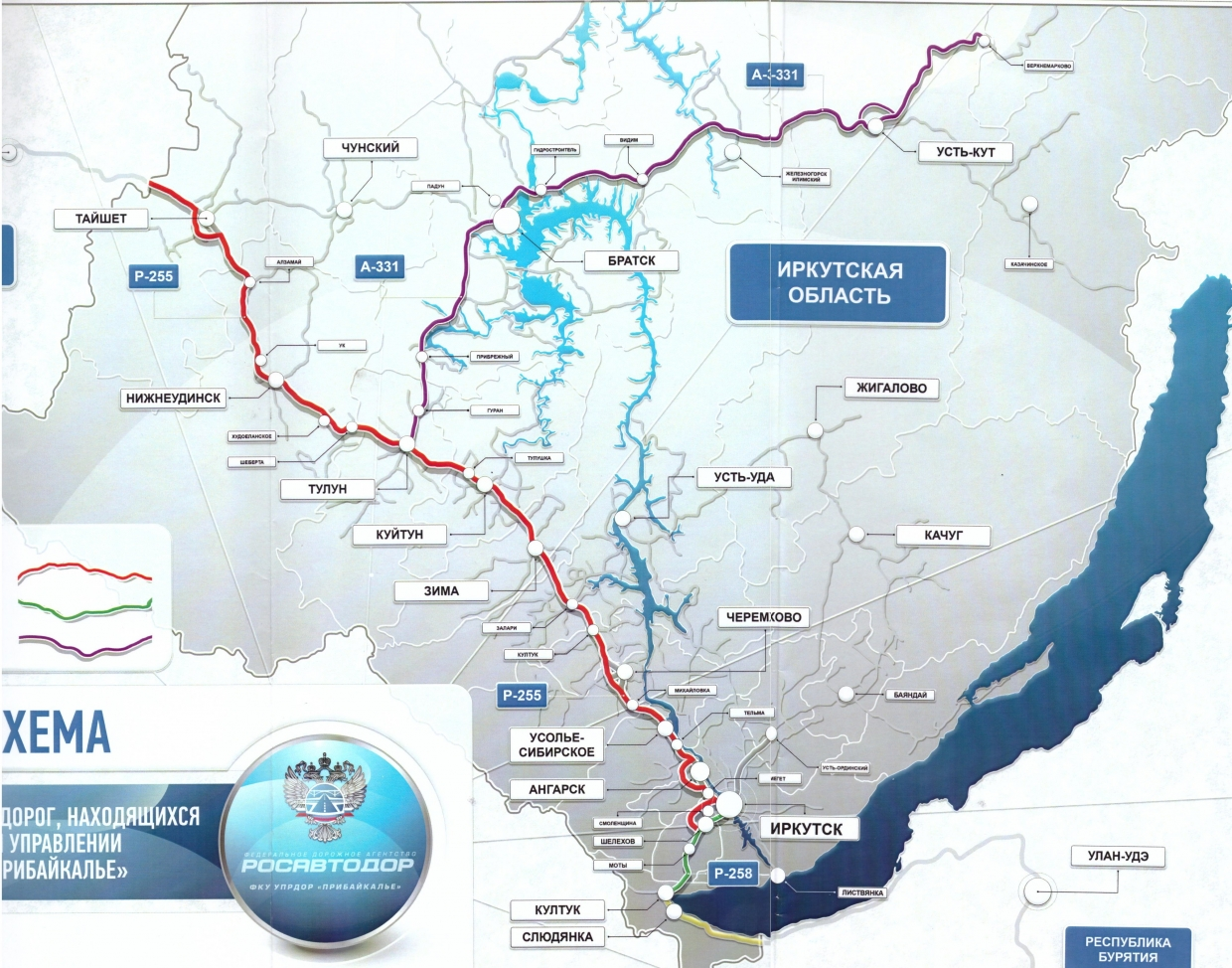
Réseau routier de la partie sud de l'oblast, avec les routes fédérales en couleur.

Fin 2022, selon Rosstat, la longueur totale des voies publiques dans l'oblast d'Irkoutsk est de 31 419,8 km, dont 1 683,4 km de routes d'importance fédérales, 11 936,4 km de routes d'importance régionale et 17 800,0 km de routes d'importance locale. La longueur des routes à revêtement dur est de 25 300,3 km (80,5 % du total), tandis que la densité des voies publiques est de 33 km / 10 000 km2 dans l'oblast.
La base du réseau routier est constituée de trois routes fédérales, avec la route fédérale R255 de Novossibirsk via Krasnoïarsk à Irkoutsk ; la route fédérale R258 d'Irkoutsk via Oulan-Oudé à Tchita ; et la route fédérale A331 vers Bratsk et Iakoutsk.
Au 31 décembre 2019, le registre des bus intermunicipaux dans l'oblast d'Irkoutsk comprenait 359 itinéraires, répartis entre 230 itinéraires suburbains et 129 itinéraires interurbains. À cette date, 143 transporteurs opéraient sur ces lignes intermunicipales.

#### Transport ferroviaire
Fin 2022, selon Rosstat, l'oblast d'Irkoutsk compte 2 494,4 km de voies ferrées, et la densité du réseau ferré est de 32 km / 10 000 km2.
Le transport ferroviaire est l'un des éléments les plus importants du système de transport de l'oblast. L'oblast compte plus de 100 gares. Les plus grands nœuds ferroviaires de la région sont Irkoutsk, Taïchet, et d'autres. La plupart des chemins de fer de l'oblast sont sous la direction des chemins de fer de Sibérie orientale, une branche des chemins de fer russes. En 2022, les voies ferroviaires ont permis d'exporter 43 005 millions de tonnes de marchandises.
La magistrale Baïkal-Amour (BAM) est un chemin de fer situé en Sibérie orientale et en Extrême-Orient, et l'une des plus grandes lignes ferroviaires du monde. La ligne, qui va de Taïchet à Sovetskaïa Gavan, a été construite avec de longues interruptions de 1938 à 1984,. La construction de la partie centrale du chemin de fer, qui s'est déroulée dans des conditions géologiques et climatiques difficiles, a duré plus de 25 ans, et l'un des tronçons les plus difficiles, le tunnel de Severomouïsk, n'a été mis en service permanent qu'en 2003,.

#### Transport aérien
Le transport aérien s'effectue via deux aéroports : d'Irkoutsk et de Bratsk, qui ont un statut international et assurent des vols vers la Chine, la Mongolie, le Tadjikistan, la Thaïlande, l'Ouzbékistan, la Corée du Sud, le Japon et le Vietnam. Il existe également 10 aéroports de compagnies aériennes locales (dans les villes d'Oust-Kut, Bodaïbo, Kirensk, Oust-Ilimsk, Jeleznogorsk-Ilimski, Nijneoudinsk, le village de Kazatchinskoïe, Khoujir, Ierbogatchen et Mama) et plusieurs sites d'atterrissage d'hélicoptères dans des zones difficiles. zones accessibles (raïons de Nijneoudinsk, Jigalovo, la Katanga, Kirensk).
Chaque année, 2,6 millions de passagers utilisent les voies aériennes.

#### Transport par eau
La navigation dans l'oblast d'Irkoutsk s'effectue le long des voies navigables des bassins du Baïkal, de l'Angara et de la Léna. La longueur totale des voies navigables est de 8 074 km, soit 8 % du total russe, mais seulement pendant une partie de l'année, à cause du gel des rivières. Pendant le dégel, des localités peuvent être rentrées entre elles par transport fluvial. Il existe des ports fluviaux à Irkoutsk, Bratsk, sur le Baïkal et à Svirsk dans bassin de l'Angara et du Baïkal, et à Ossetrovo, Kirensk et Oust-Kout dans le bassin de la Léna. Il y a en tout 52 installations d'amarrage dans l'oblast.

## Histoire

### Histoire pré-russe
Le peuplement du territoire de l'oblast d'Irkoutsk a commencé à l'époque paléolithique. Le site d'Igeteïski Log III appartient au Paléolithique moyen ; les sites de Malte, Bouret, Igeteïski Log I, Makarovo III, et d'autres sites appartiennent au Paléolithique supérieur. Le site funéraire de Glazovo appartient au Chalcolithique.
Au XIIIe siècle, la région du lac Baïkal passe sous l'influence mongole. Gengis Khan conquiert les Merkits et les Tatars qui étaient installés dans la région avant 1227, en route de sa conquête de l'Asie centrale. Ses descendants continuent la conquête de l'Asie. Kubilaï Khan, après avoir conquis l'ensemble du territoire chinois à la dynastie Song, puis ses dernières résistances au Sud du Changjiang, dans ce que l'on appelle la dynastie Song du Sud, crée la dynastie Yuan contrôlée de Khanbalik (aujourd'hui Pékin) en 1270. Les Mongols sont remplacés par la dynastie Ming sur une grande partie du territoire chinois et voient leurs territoires limités aux steppes mongoles et plus au nord, dans ce que l'on appelle la dynastie Yuan du Nord au XIVe siècle.

### DuXVIIesiècleauXXesiècle

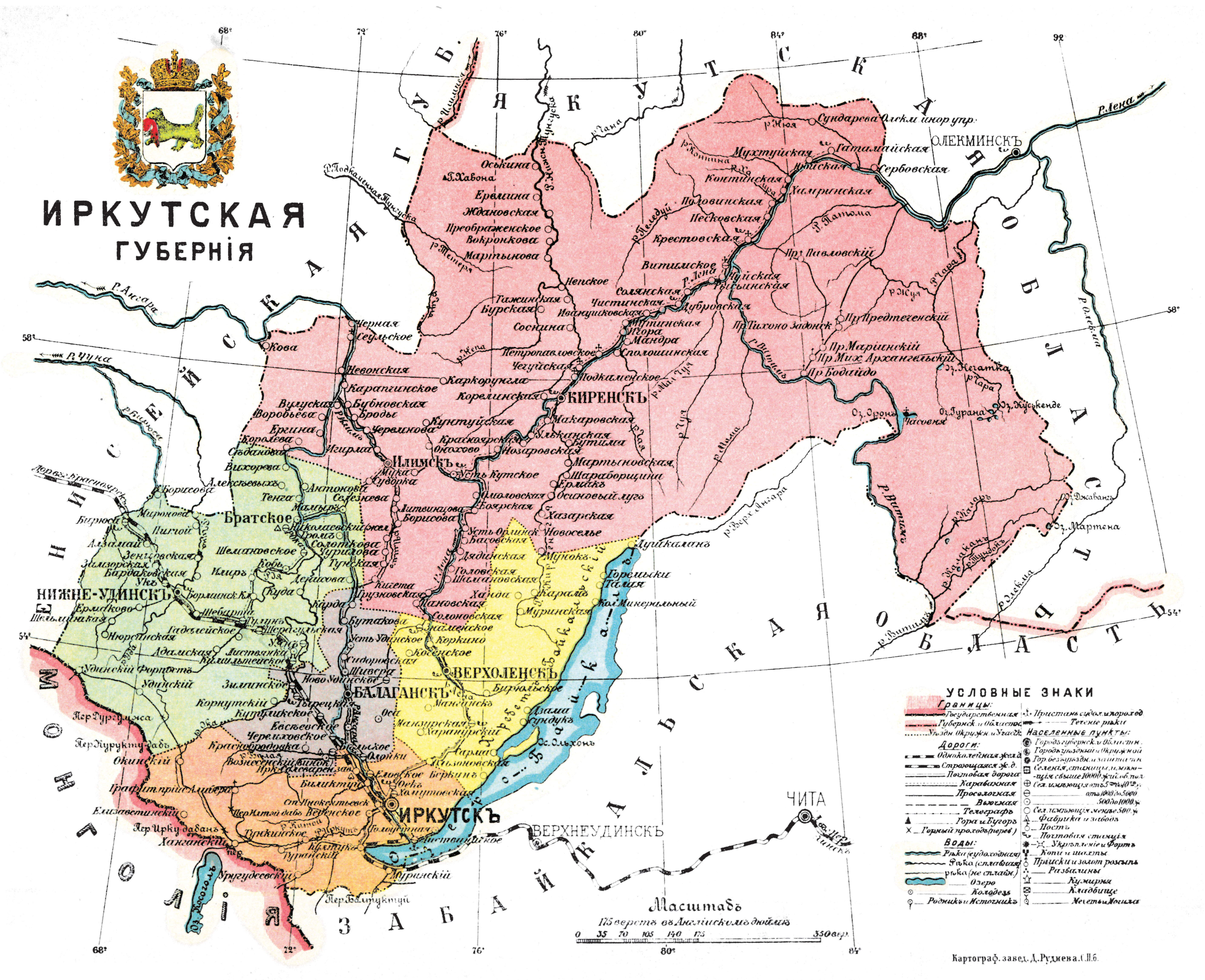
Carte du gouvernement d'Irkoutsk.

La présence russe dans la région remonte au XVIIe siècle, alors que l'Empire russe progresse vers l'est après la conquête du Khanat de Sibir en 1582. À la fin du XVIIe siècle, Irkoutsk est une petite ville ; des monastères sont construits.
En 1708 le prikaze de Sibérie est remplacé par le gouvernement de Sibérie, regroupant les territoires entre Viatka et le Kamtchatka. Ce gouvernement devient en 1764 le tsarat de Sibérie, composé des gouvernements généraux de Tobolsk et Irkoutsk. Le gouvernement d'Irkoutsk est créé en 1764, le gouvernement exista jusqu’en 1926.
L'année 1898 est marquée par la mise en service du chemin de fer Transsibérien et l'arrivée du premier train à Irkoutsk.
L'oblast a été créé le 26 septembre 1937, lorsque l'oblast de Sibérie orientale de la RSFSR a été divisée en oblasts d'Irkoutsk et de Tchita.

### XIXesiècle
Le 1er janvier 2008, le district autonome des Bouriates d'Oust-Orda, qui existait en tant que sujet distinct de la fédération de Russie depuis 1990, est devenu une partie de l'oblast d'Irkoutsk. Après la fusion de l'oblast d'Irkoutsk et du district autonome des Bouriates d'Oust-Orda, le nouveau sujet unifié de la fédération de Russie a gardé le nom d' « oblast d'Irkoutsk ». La bouriatie Oust-Orda a cependant gardé un statut particulier dans l'oblast.

## Population et société

### Démographie

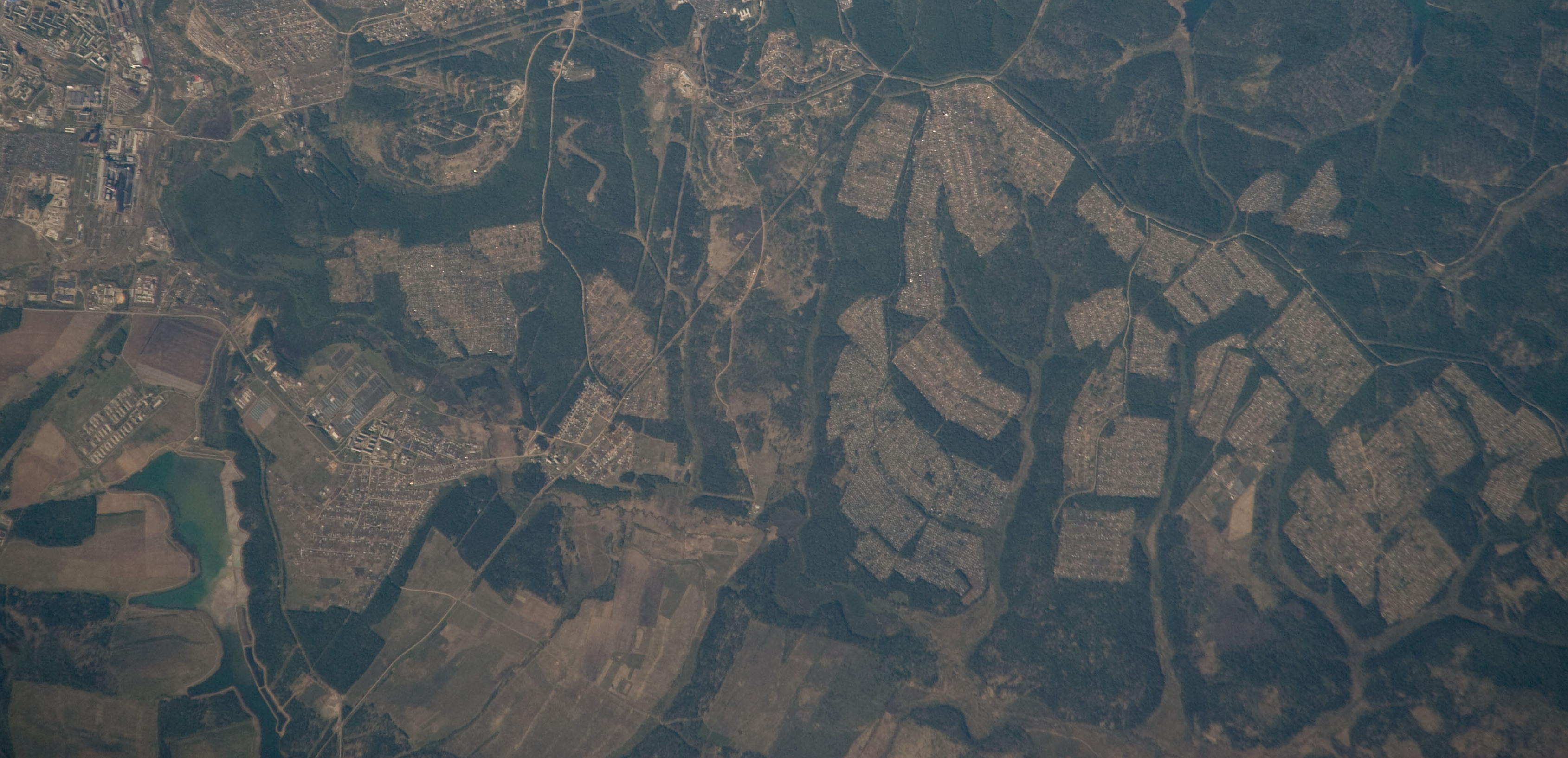
Markova, ici vue de l'ISS, est l'une des villes avec la plus grande hausse démographique de l'oblast.

L'oblast d'Irkoutsk est un sujet assez peuplé, notamment en comparaison avec ses voisins sibériens. Sa population résidente s'élève selon Rosstat à 2 344 360 personnes en 2023, soit le 20e sujet par population, compris entre l'oblast de Saratov au-dessus et l'oblast de Voronej en dessous. Au sein du district fédéral sibérien, il est seulement dépassés par trois des dix sujets ; le kraï de Krasnoïarsk, l'oblast de Novossibirsk et l'oblast de Kemerevo-Kouzbass.
L'oblast d'Irkoutsk a une densité moyenne de 3,03 hab./km2 en 2023, soit le 68e sujet, entre le district autonome de Khantys-Mansis au-dessus et la république de Carélie en dessous. Mais cela varie grandement ; ainsi le raïon de la Katanga a une densité de seulement 0,02 hab./km2 (2021), le plus bas de l'oblast, tandis que le raïon le plus densément peuplé est le raïon d'Angarsk, avec 228,5 hab./km2 (2021). Avec le raïon de Chelekhov, d'une densité de 30,6 hab/km2, ce sont les deux seuls raïons ayant une densité supérieure à 10 hab./km2. Néanmoins, toutes les villes, qui forment des divisions administratives, ont une densité supérieure à ces chiffres. Irkoutsk a la densité la plus peuplée, avec 1 994,83 hab./km2 (2021).
La population est en grande majorité urbaine, à 78,25 % en 2022. L'agglomération d'Irkoutsk contient environ 40% de la population de l'oblast et plus de 50% de sa population urbaine qui y vivent. Les principales villes sont Irkoutsk, Bratsk et Angarsk.
Recensements (*) ou estimations de la population,:
| 1897*   | 1959*     | 1970*     | 1979*     | 1989*     | 2002*     | 2010*     | 2012      | 2013      | 2014      |
| ------- | --------- | --------- | --------- | --------- | --------- | --------- | --------- | --------- | --------- |
| 514 267 | 1 976 453 | 2 313 410 | 2 559 522 | 2 830 641 | 2 581 705 | 2 428 750 | 2 424 355 | 2 422 026 | 2 418 348 |

| 2015      | 2016      | 2017      | 2018      | 2019      | 2020      | 2021*     | 2022      | 2023      | - |
| --------- | --------- | --------- | --------- | --------- | --------- | --------- | --------- | --------- | - |
| 2 414 913 | 2 412 800 | 2 408 901 | 2 404 195 | 2 397 763 | 2 391 193 | 2 370 102 | 2 363 447 | 2 344 360 | - |

|                                                                         | Population de l'oblast d'Irkoutsk | Population de l'oblast d'Irkoutsk | Population de l'oblast d'Irkoutsk | Population de l'oblast d'Irkoutsk | Population de l'oblast d'Irkoutsk | Évolution 1989-2035 | Évolution 1989-2035 |
| Villes                                                                  | 1989                              | 2002                              | 2010                              | 2021                              | 2035                              | Nombre              | %                   |
| Irkoutsk                                                                | 626 135                           | 247 118                           | 233 567                           | 617 264                           | 675 600                           | + 49 465            | + 7.9               |
| Bratsk                                                                  | 255 705                           | 259 335                           | 246 319                           | 224 071                           | 195 760                           | - 59 945            | -23,44              |
| Angarsk                                                                 | 265 835                           | 247 118                           | 233 567                           | 221 296                           | 242 490                           | - 23 345            | -8,78               |
| Oust-Ilimsk                                                             | 109 280                           | 100 592                           | 86 610                            | 79 570                            | 79 860                            | - 29 420            | -26,92              |
| Oussolié-Sibirskoïe                                                     | 106 496                           | 90 161                            | 83 327                            | 74 762                            | 69 220                            | - 37 276            | -35                 |
| Tcheremkhovo                                                            | 73 636                            | 60 107                            | 52 647                            | 53 958                            | 51 580                            | - 19 678            | -26,72              |
| Ensemble de l'oblast                                                    | 2 830 641                         | 2 581 705                         | 2 428 750                         | 2 370 102                         | 2 401 100                         | - 429 541           | - 15,17             |
| Sources des données : Rosstat et Ministère du Développement économique, |                                   |                                   |                                   |                                   |                                   |                     |                     |

### Appartenance ethnique
Ethnies des habitants de l’oblast d’Irkoutsk (2010)
- Russes (91,4 %)
- Bouriates (3,3 %)
- Ukrainiens (1,3 %)
- Tatars (1,0 %)
- Autres (3,0 %)

Selon le recensement de 2010, l’appartenance ethnique des habitants de l’oblast d’Irkoutsk est répartie comme suit.
| Ethnie      | Nombre    | Pourcentage |
| ----------- | --------- | ----------- |
| Russes      | 2 144 075 | 91,4        |
| Bouriates   | 77 667    | 3,3         |
| Ukrainiens  | 30 827    | 1,3         |
| Tatars      | 22 882    | 1,0         |
| Biélorusses | 7 929     | 0,3         |
| Arméniens   | 6 558     | 0,3         |
| Azéris      | 5 384     | 0,2         |
| Tchouvaches | 4 589     | 0,2         |
| Kirghizes   | 4 507     | 0,2         |
| Ouzbeks     | 4 367     | 0,2         |
| Tadjiks     | 4 169     | 0,2         |
| Allemands   | 3 725     | 0,2         |
| Mordves     | 2 119     | 0,1         |
| Autres      | 26 837    | 1,1         |
| Non précisé | 83 115    | —           |

### Logements
Le parc immobilier de l'oblast s'étend sur 60 392,7 mille m2 de superficie totale.

### Éducation
En 2016, il y avait 26 universités et branches d'universités en activité dans l'oblast d'Irkoutsk, y compris les universités d'Irkoutsk, d'Angarsk et de Bratsk,.

### Santé
Depuis juillet 2016, une phase généralisée de l'épidémie de VIH a été enregistrée dans la région, un habitant sur 50 de la région est infecté par le VIH,. Au total, selon les données officielles, 36 435 personnes sont infectées par le VIH dans la région, soit plus de 1,5 % de la population. Depuis 2018, la gravité de l'épidémie de VIH dans la région est la pire de Russie.

## Politique et administration

### Tendances politiques
| Scrutin                      | 1er tour | 1er tour | 1er tour | 1er tour | 1er tour | 1er tour | 1er tour | 1er tour | 1er tour | 1er tour | 1er tour | 1er tour | 2d tour                  | 2d tour                  | 2d tour                  | 2d tour                  | 2d tour                  | 2d tour                  | 2d tour                  | 2d tour                  | 2d tour                  | 2d tour                  | 2d tour                  | 2d tour                  |
| Scrutin                      | 1er      | 1er      | %        | 2e       | 2e       | %        | 3e       | 3e       | %        | 4e       | 4e       | %        | 1er                      | 1er                      | %                        | 2e                       | 2e                       | %                        | 3e                       | 3e                       | %                        | 4e                       | 4e                       | %                        |
| ---------------------------- | -------- | -------- | -------- | -------- | -------- | -------- | -------- | -------- | -------- | -------- | -------- | -------- | ------------------------ | ------------------------ | ------------------------ | ------------------------ | ------------------------ | ------------------------ | ------------------------ | ------------------------ | ------------------------ | ------------------------ | ------------------------ | ------------------------ |
| Présidentielle 2012          |          | ER       | 55.45    |          | KPRF     | 22.57    |          | SE       | 8.76     |          | LDPR     | 8.24     | Victoire au premier tour | Victoire au premier tour | Victoire au premier tour | Victoire au premier tour | Victoire au premier tour | Victoire au premier tour | Victoire au premier tour | Victoire au premier tour | Victoire au premier tour | Victoire au premier tour | Victoire au premier tour | Victoire au premier tour |
| Législative 2013             |          | ER       | 42,36    |          | KPRF     | 18,87    |          | LDPR     | 11,28    |          | GP       | 8,51     | Tour unique              | Tour unique              | Tour unique              | Tour unique              | Tour unique              | Tour unique              | Tour unique              | Tour unique              | Tour unique              | Tour unique              | Tour unique              | Tour unique              |
| Gouvernorale 2015,           |          | SE       | 49,60    |          | KPRF     | 36,61    |          | SRZP     | 6,76     |          | LDPR     | 4,15     |                          | KPRF                     | 56,39                    |                          | SE                       | 41,46                    |                          |                          |                          |                          |                          |                          |
| Présidentielle 2018          |          | ER       | 73.06    |          | KPRF     | 15.93    |          | LDPR     | 6.44     |          | GRANI    | 1.21     | Victoire au premier tour | Victoire au premier tour | Victoire au premier tour | Victoire au premier tour | Victoire au premier tour | Victoire au premier tour | Victoire au premier tour | Victoire au premier tour | Victoire au premier tour | Victoire au premier tour | Victoire au premier tour | Victoire au premier tour |
| Législatives régionales 2018 |          | KPRF     | 33,94    |          | ER       | 27,83    |          | LDPR     | 15,80    |          | SRZP     | 7,04     | Victoire au premier tour | Victoire au premier tour | Victoire au premier tour | Victoire au premier tour | Victoire au premier tour | Victoire au premier tour | Victoire au premier tour | Victoire au premier tour | Victoire au premier tour | Victoire au premier tour | Victoire au premier tour | Victoire au premier tour |
| Gouvernorale 2020            |          | ER       | 60,79    |          | KPRF     | 25,50    |          | LDPR     | 4,33     |          | SRZP     | 4,13     | Victoire au premier tour | Victoire au premier tour | Victoire au premier tour | Victoire au premier tour | Victoire au premier tour | Victoire au premier tour | Victoire au premier tour | Victoire au premier tour | Victoire au premier tour | Victoire au premier tour | Victoire au premier tour | Victoire au premier tour |
| Législative 2021             |          | ER       | 35,53    |          | KPRF     | 27,81    |          | NL       | 9,81     |          | LDPR     | 8,58     | Tour unique              | Tour unique              | Tour unique              | Tour unique              | Tour unique              | Tour unique              | Tour unique              | Tour unique              | Tour unique              | Tour unique              | Tour unique              | Tour unique              |
| Législatives régionales 2023 |          | ER       | 54.60    |          | KPRF     | 15.47    |          | LDPR     | 9.62     |          | NL       | 7.34     | Tour unique              | Tour unique              | Tour unique              | Tour unique              | Tour unique              | Tour unique              | Tour unique              | Tour unique              | Tour unique              | Tour unique              | Tour unique              | Tour unique              |

### Autorités

Assemblée législative depuis 2023.

Le gouverneur de l'oblast d'Irkoutsk est le chef du pouvoir exécutif du sujet de l'oblast d'Irkoutsk en Russie. Il est élu au suffrage universel direct à deux tours. De par sa politique particulière, elle est le sujet avec le plus de gouverneurs depuis 1991. Le gouverneur est actuellement Igor Kobzev, indépendant soutenu par Russie unie. L'organe exécutif est le gouvernement de l'oblast d'Irkoutsk, avec des ministères, agences, services et départements. Jusqu'au 1er octobre 2015, le chef du gouvernement était gouverneur ; depuis octobre 2015, ces postes ont été différenciés.
L'organe législatif est l'assemblée législative de l'oblast d'Irkoutsk, qui possède 45 députés renouvelés tous les cinq ans. Sur les 45 sièges, 22 sièges sont pourvus au scrutin uninominal majoritaire à un tour dans autant de circonscriptions. Les électeurs votent pour un candidat dans leur circonscription, et le candidat arrivé en tête est déclaré élu. Les 23 autres sièges sont pourvus au scrutin proportionnel plurinominal avec listes fermées et seuil électoral de 5 % dans une unique circonscription englobant tout l'oblast,.
Le pouvoir judiciaire dans la région est exercé par le tribunal régional d'Irkoutsk, le tribunal d'arbitrage de l'oblast d'Irkoutsk, les tribunaux de district et municipaux et les magistrats. Le tribunal fédéral d'arbitrage du district de Sibérie orientale est situé à Irkoutsk.

### Principales villes
| 1  | Irkoutsk            | 617 264 |
| 2  | Bratsk              | 224 071 |
| 3  | Angarsk             | 221 296 |
| 4  | Oust-Ilimsk         | 79 570  |
| 5  | Oussolié-Sibirskoïe | 74 762  |
| 6  | Tcheremkhovo        | 53 958  |
| 7  | Chelekhov           | 41 998  |
| 8  | Oust-Kout           | 36 918  |
| 9  | Touloun             | 38 440  |
| 10 | Saïansk             | 35 561  |

## Économie

### Généralités

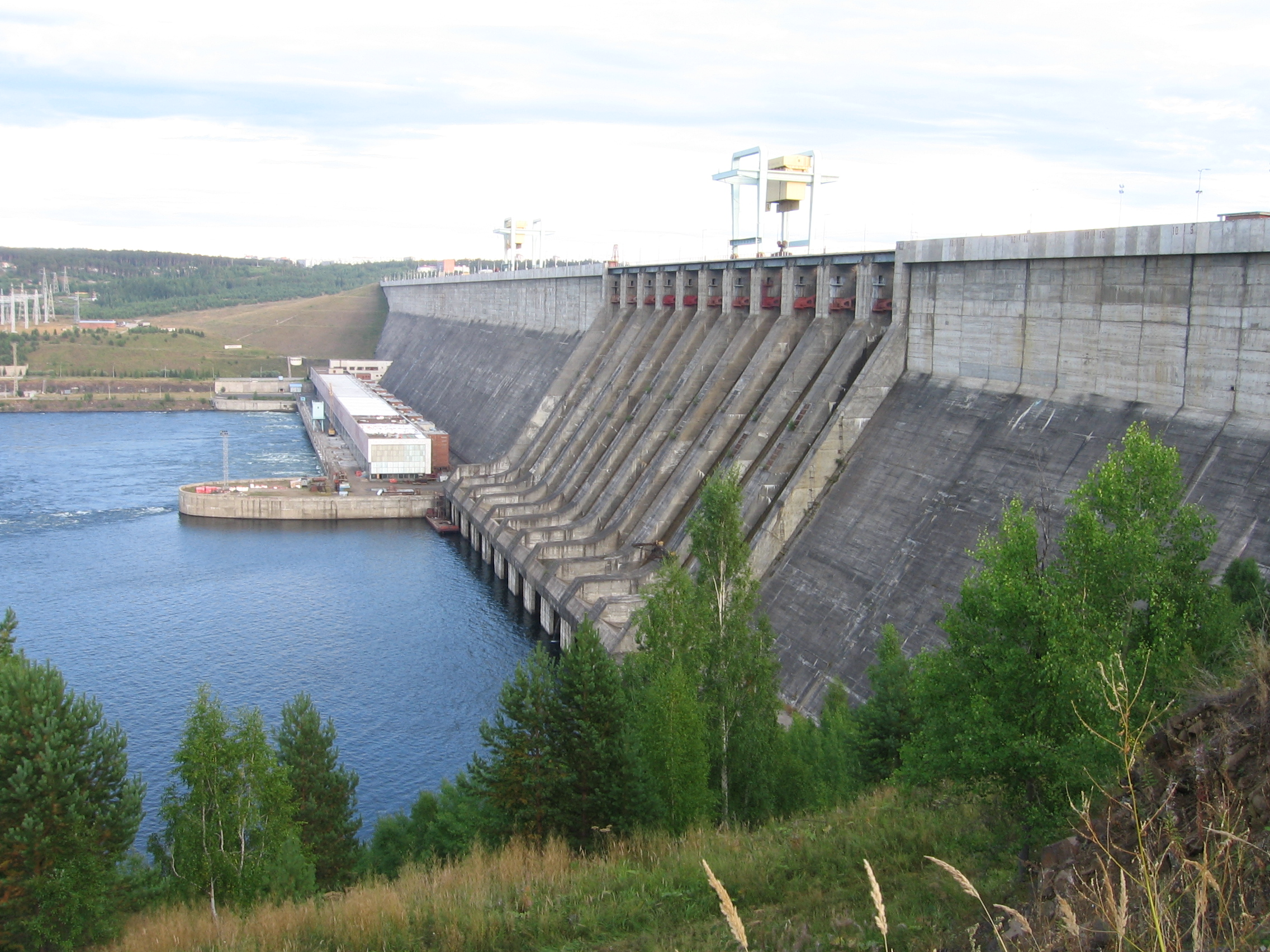
Le barrage d'Oust-Ilimsk.

L’oblast d’Irkoutsk est un immense bassin minier et industriel, dont le poids est considérable dans la production économique de la Sibérie Orientale et même dans l’économie russe. Du point de vue de l'exploitation des ressources naturelles et du développement industriel, l'oblast d'Irkoutsk est très en avance sur les autres régions de Sibérie et d'Extrême-Orient pour ce qui est de la concentration et de la spécialisation de la production : électricité, aluminium, générateurs électriques, chaudières, produits chimiques et pétrochimiques, dérivés du bois, et prestations d’ingénierie.
L’oblast d’Irkoutsk abrite d'importantes réserves minières : les plus importantes sont les hydrocarbures, l’or, le mica, le minerai de fer, le lignite, la houille et sel gemme. On y trouve aussi d'importants dépôts de minerais ferreux exploitables à ciel ouvert. Les mines de houille sont situées dans le bassin d’Irkoutsk, l’extrême-est du bassin de Kansk-Atchinsk, et le sud de la vallée de la Toungouska. Les plus grosses réserves se concentrent dans les raïons de Tcheremkhovo, de Zalari, de Kouïtoun et de Touloun. Elle possède plus de 7 % des réserves de charbon de Russie, et la même quantité de pétrole et de gaz, ainsi que 10 % des ressources hydroélectriques du pays.
La région est aussi un important réservoir de terres rares, en particulier de niobium, de tantale, de lithium, et de rubidium. Les dépôts de Belodziminskoïe et de Vitchniakovskoïe dans la province du Saïan, recèleraient d'importantes réserves de lithium, de césium, de magnésium, et de strontium, ainsi que de brome et de potasse, piégés dans les salines du bassin d'Angaro-Lensky. Ce bassin minier est sans rival pour ce qui est de la superficie des champs captants d'eau potable du pays.
Selon Rosstat, le produit régional brut de la république s'élevait à 1 924,360 7 milliards de roubles en 2021, soit le 14e des 85 sujets russes. Il est positionné entre la Bachkirie au-dessus et l'oblast de Nijni Novgorod en dessous. Dans le district fédéral sibérien, il est le 2e des 10 sujets du district, avec le kraï de Krasnoïarsk au-dessus et l'oblast de Novossibirsk en dessous. Le volume des investissements s'élevait à 105,2 milliards de roubles en 2019.
Le produit régional brut par habitant s'élevait à 813 312,4 roubles/hab. en 2021, soit le 18e des 85 sujets russes, compris entre l'oblast de Léningrad au-dessus et le kraï de Khabarovsk en dessous. En 2019, le taux de chômage était de 6,6 %, alors qu'il était de 8,2 % en 2015.

### Industrie

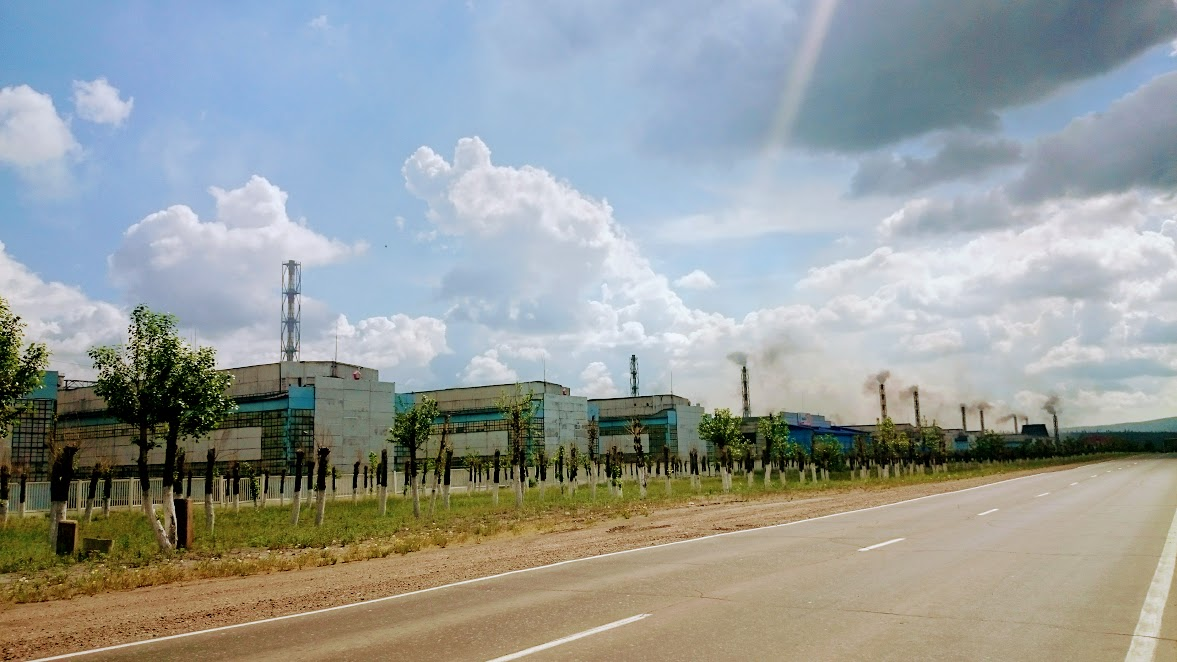
Usine d'aluminium de Bratsk

L'oblast d'Irkoutsk est une grande région industrielle. Dans la production de toute la Russie, il fournit 6,5 % de la production d'électricité, 15 % des exportations commerciales de bois, 6 % de la production de charbon, près de 20 % de la production de pâte à papier de toute la Russie, plus de 10 % du carton et environ 9 % du pétrole est traité. Fin 2019, l'indice de la production industrielle a diminué de 2,6 points de pourcentage par rapport à la même période de l’année précédente. Cet indicateur est inférieur de 3,7 points de pourcentage à la moyenne russe et de 2,1 points de pourcentage à la valeur moyenne pour le district fédéral sibérien.
Dans l'industrie de la région, les secteurs de la foresterie, du travail du bois et des pâtes et papiers, des mines, des industries des combustibles, de la métallurgie des non-ferreux, de l'énergie, de la construction mécanique, de l'alimentation, de la chimie et de la pétrochimie, et de la métallurgie des fers ont connu le plus grand développement. Les ressources minérales de la région constituent un facteur important du développement industriel. On s’attend donc à ce qu’il développe un grand gisement, Sukhoi Log, qui représente 28 % des réserves d'or de la Russie, est attendu.
Grandes entreprises industrielles de la région :
- Complexe de l'industrie du bois de Bratsk ;
- Usine d'aluminium de Bratsk ;
- JSC Technologies de batterie ;
- Société pétrochimique d'Angarsk ;
- Irkout ;
- Usine d'ingénierie lourde d'Irkoutsk ;
- Câbles d'Irkoutsk ;
- Irkutskenergo ;
- Usine d'extraction et de traitement de Korchunovski ;
- Port fluvial dOssetrovski ;
- Sayanskkhimplaste ;
- SUEK ;
- Vostsibougol ;
- Oussolmach ;
- Complexe industriel du bois d'Oust-Ilimsk ;
- Usine d'aluminium d'Irkoutsk ;
- Verkhnechonskneftegaz
- Compagnie pétrolière d'Irkoutsk.

### Agriculture
La superficie des terres consacrées au secteur agricole de l'oblast est de 2,38 millions d'hectares, soit 1 % des agricoles du pays, et ces terres contiennent 1,6 million d'hectares de terres arables. La moitié des produits agricoles que l'oblast consomme viennent de l'oblast ; l'autre moitié est importée d'autres régions. En 2019, la production agricole s'élevait à 61,9 milliards de roubles, et en 2021 à 73,9 milliards de roubles.
L'agriculture est exercée en 2022 dans l'oblast par 1 600 exploitations paysannes, 1 090 associations à but non lucratif, 290 400 exploitations privées et 179 organisations spécialisées. De plus, il y a 64 coopératives agricoles et 21 organisations qui achètent les surplus de produits aux fermes privées.

#### Élevage

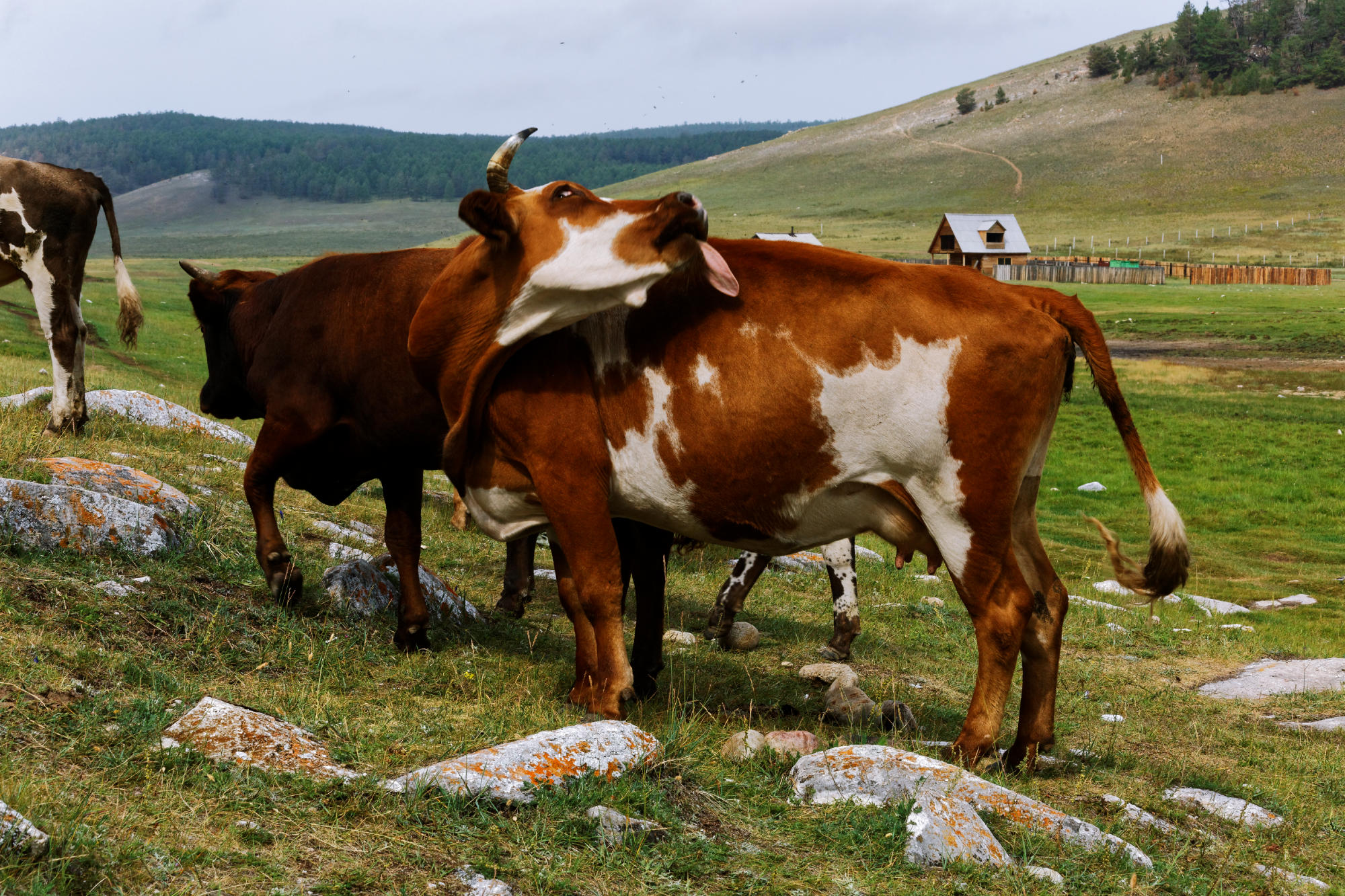
Vaches sur l'île d'Olkhon.

L'élevage représente 46 % de la production agricole. Parmi ce qui est élevé, il y a des vaches comme la Kalmouk et la Hereford, des porcs, des moutons, des chèvres, des chevaux, des cerfs, des lapins, des volailles (autruches, cailles, canards, dindes, faisans, pies, pintades), abeilles, animaux à fourrure (vison, renard bleu) et poissons (truite, carpe, Coregonus peled).
Au 1er juin 2021, le nombre d'animaux élevé est de 382,1 mille têtes, dont:
- 150,5 mille têtes de vaches
- 219,5 mille têtes de porcs,
- 113,9 mille têtes d'ovins,
- 6 481,7 mille têtes de volailles.

#### Cultures

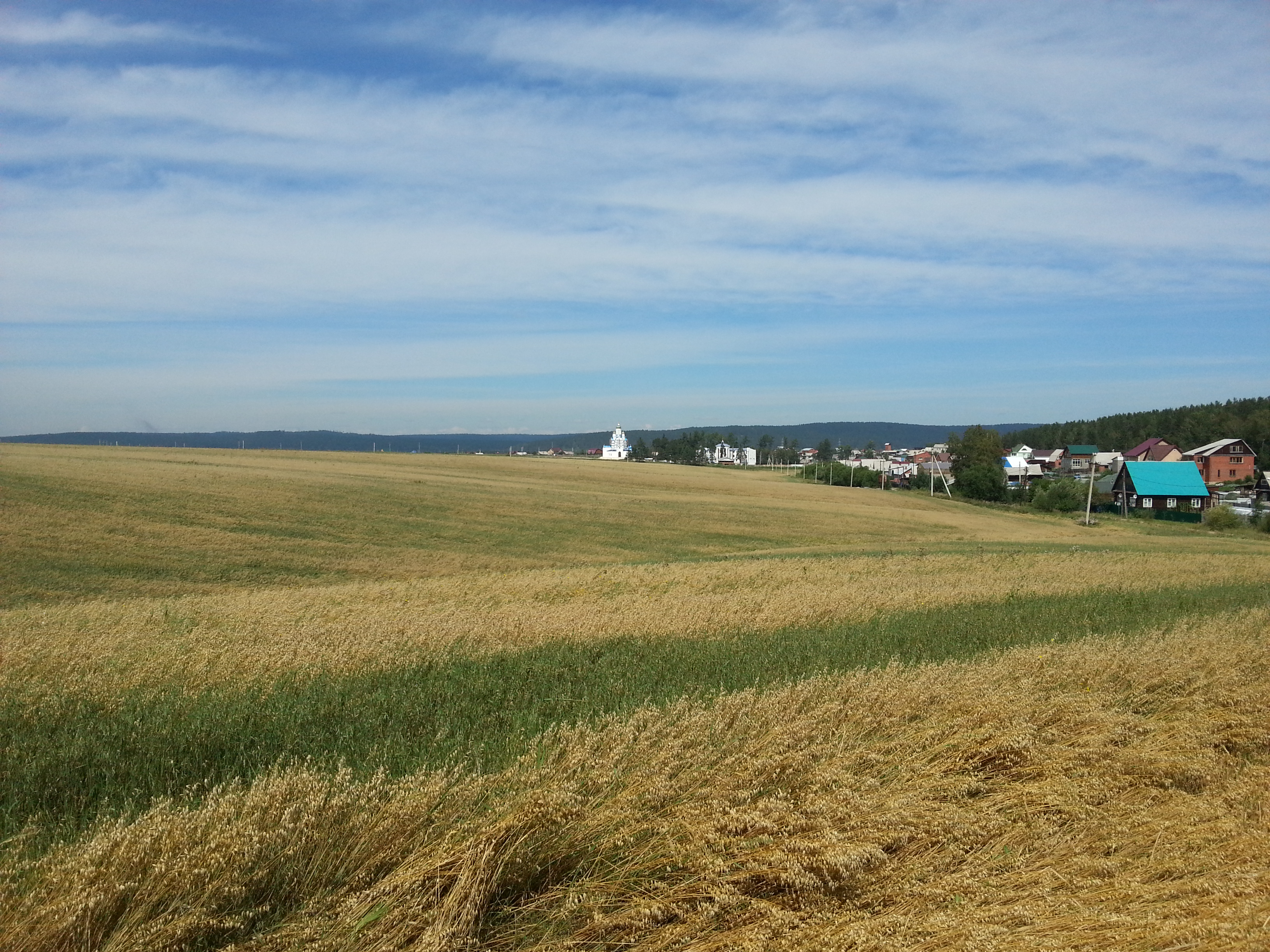
Champ à Privovarikha.

Le secteur cultive du blé, de l'avoine, de l'orge du seigle du sarrasin, du millet, du colza, du soja, du maïs, des pois, du tournesol, des pommes de terre, des concombres, du chou blanc, du chou de table, betteraves, carottes, oignons, fruits, groseilles, herbes vivaces, et des cultures fourragères.
Plus de 50 % de toutes les terres agricoles de la région sont situées dans la zone de steppe boisée avec des conditions climatiques favorables le long du Transsibérien d'Irkoutsk à Touloun, le long du Transsibérien, et sur la rive droite du  cours supérieur de l'Angara. 20 % des terres arables sont constituées de tchernozioms dans la zone de steppe des raïons des Bouriates d'Oust-d'Orda, de Tcheremkhovo et d'Olkhon. Le reste des terres arables se trouve dans la zone de la taïga, malgré un apport de chaleur insuffisant pour les cultures agricoles, dans les régions du nord le long du Bam, dans la section ouest du BAM et dans le cours supérieur du fleuve Léna.
En 2020, la récolte de céréales et légumineuses s'est élevée à 865,1 mille tonnes, soit +85,9 mille tonnes ou 11 % par rapport à l'année précédente. Par ailleurs, 56,2 % de la récolte a été collectée par les exploitations paysannes ; la part des organisations agricoles dans la production céréalière diminue chaque année, entre 2019 et 2020 de 45,8 % à 43,5 %.
| Superficies ensemencées : | Superficies ensemencées : | Superficies ensemencées : | Superficies ensemencées : | Superficies ensemencées : | Superficies ensemencées : |
| année                     | 1959                      | 1990                      | 2000                      | 2005                      | 2015                      |
| ------------------------- | ------------------------- | ------------------------- | ------------------------- | ------------------------- | ------------------------- |
| Mille ha                  | 1636                      | 1573,2                    | 1020,9                    | 715,4                     | 675,3                     |

### Industrie sylvicole
Le développement des relations commerciales avec la Chine après l'effondrement de l'URSS a entraîné des changements dans la situation forestière et environnementale dans la région. Sur la base de dix années d'observations, il a été conclu que le volume d'abattage est plusieurs fois supérieur à celui autorisé et déclaré. Cela a suscité l'inquiétude du Fonds mondial pour la nature. Les scieries et les zones exploitées appartenant à des Chinois jouent un rôle clé dans la propagation de l'exploitation forestière illégale. De plus, les représentants des groupes criminels organisés n'occupent pas la dernière place dans cette affaire. On constate une tendance émergente selon laquelle les sociétés forestières chinoises opèrent sous le couvert de sociétés locales. Par exemple, l'une des plus grandes entreprises de scieries de Russie (Trans-Siberian Forestry Company) a vendu des actions à des entrepreneurs chinois et a en fait cessé d'être russe. Le braconnage contribue au déclin d'espèces animales rares ; et la principale direction de la contrebande était l'exportation de pièces et produits sylvicoles,.
Dans le raïon de Taïchet, il est prévu de développer la production de charbon de bois, dangereuse pour l'environnement. Les données obtenues à partir de l'analyse des images satellite indiquent objectivement des dommages importants causés au fonds forestier pour 2001-2019,.

### Énergie

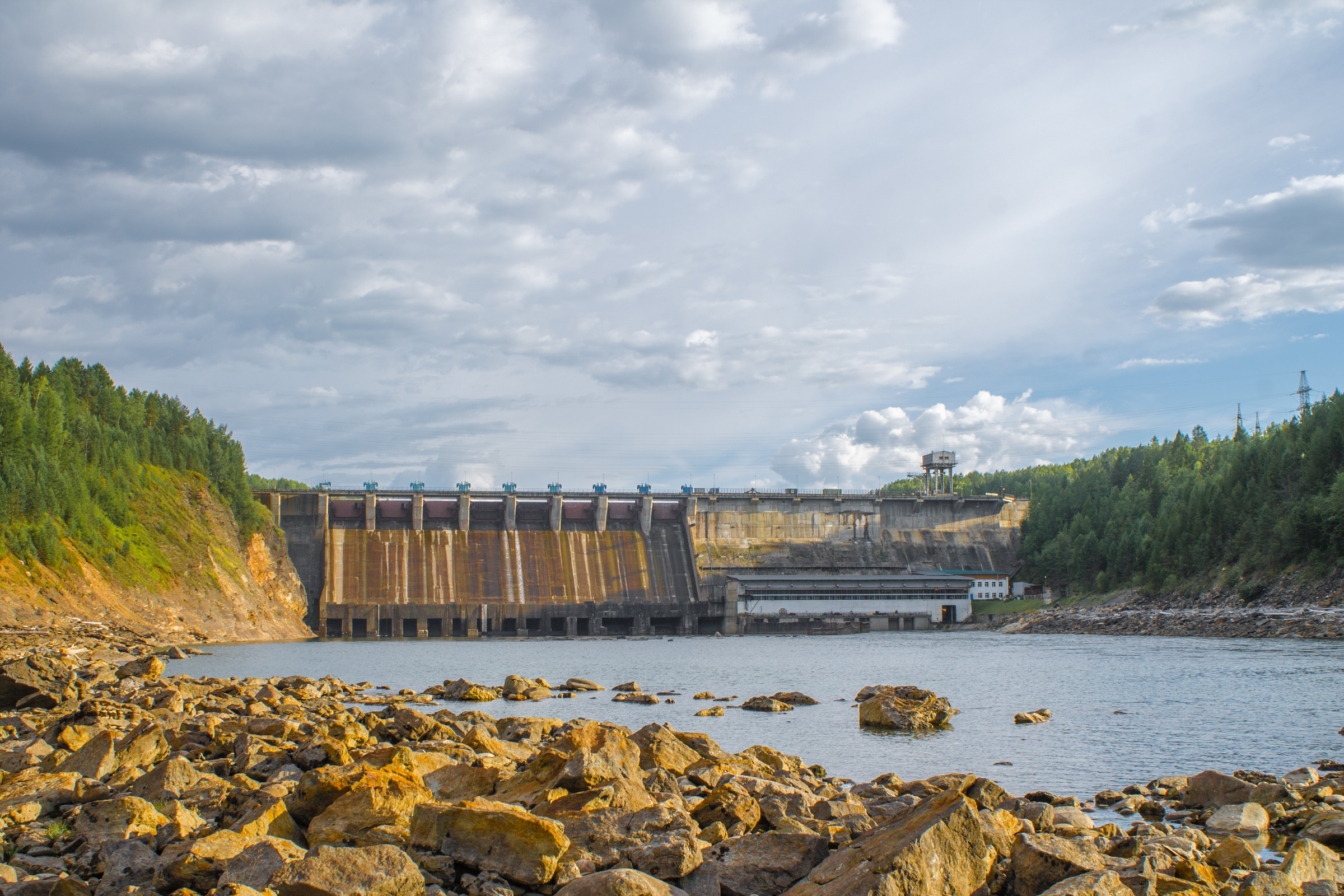
Barrage de Mamakan.

Le secteur hydroélectrique est largement développé dans la région. Il existe 4 centrales hydroélectriques en activité dans la région, qui constituent la base du secteur énergétique de la région :
- Centrale hydroélectrique d'Irkoutsk ;
- Centrale hydroélectrique de Bratsk ;
- Centrale hydroélectrique d'Oust-Ilimsk ;
- Centrale hydroélectrique de Mamakan.

En 2012, grâce à l'ensemble des sources d'énergie dont elle dispose, la région a produit 62,5 milliards de kWh d'énergie. La majeure partie de la production d'électricité de la région est contrôlée par Irkutskenergo, via 3 des 4 barrages et grâce à centrales thermiques dans l'oblast.

### Gazéification de la région
En février 2004, un accord de coopération a été signé entre Gazprom et le gouvernement de l'oblast, prévoyant le développement par Gazprom d'un programme général de gazéification et d'approvisionnement en gaz pour l'oblast. Le 16 décembre 2005, Gazprom et l'oblast ont signé un accord sur la gazéification de la région. Il est prévu de gazéifier 899 localités dans la région et d'augmenter le niveau de gazéification de la région avec du gaz naturel à 82 %. Ce chiffre devra dépasser le niveau russe actuel (64 %). Actuellement, le programme de gazéification de la région est gelé jusqu'en 2018.
L'oblast d'Irkoutsk possède l'une des plus grandes réserves d'hydrocarbures sur le territoire de la Russie ; les réserves totales récupérables de gaz, enregistrées dans le bilan de l'État de la fédération de Russie, s'élèvent à plus de 3,8 milliards de m3. Sur le territoire de l'oblast d'Irkoutsk, il existe plus d'une douzaine de gisements de pétrole, de gaz et de condensats de gaz, dont les plus grands sont le gisement de condensats de gaz de Kovykta et le gisement de condensats de pétrole et de gaz de Verkhnetchonskoïe,.
Malgré les ressources naturelles, en 2019, la part de la consommation de combustibles naturels dans la région oscille autour de 9 % ; elle est assurée par le système local de transport de gaz de Bratsk et de la région de Bratsk. D'ici 2024, le Conseil des ministres entend atteindre le chiffre de 10,4 %.

## Environnement

### Flore
L'oblast d'Irkoutsk est recouvert à hauteur d'environ 80 % par de la taïga, mis à part dans les régions du sud où la steppe boisée est présente. La steppe boisée s'étend sur une large bande le long du transsibérien, ainsi que vers les bassins versants de l'Angara et de la Léna, et entre le bassin de la Léna et le cours supérieur du Kirenga.Les forêts de l'oblast sont dominées par des conifères, les forêts de confières occupant plus de 90 % de la superficie forestière. Il y a des cèdres, des épicéas, des pins, des mélèzes et des sapins entre autres.

Le Livre rouge de l'oblast  d'Irkoutsk, publié en 2010, protège quant à la flore 25 espèces de champignons, 50 espèces de lichens, 40 espèces de bryophytes, 173 espèces de plantes vasculaires.

Flore de l'oblast :
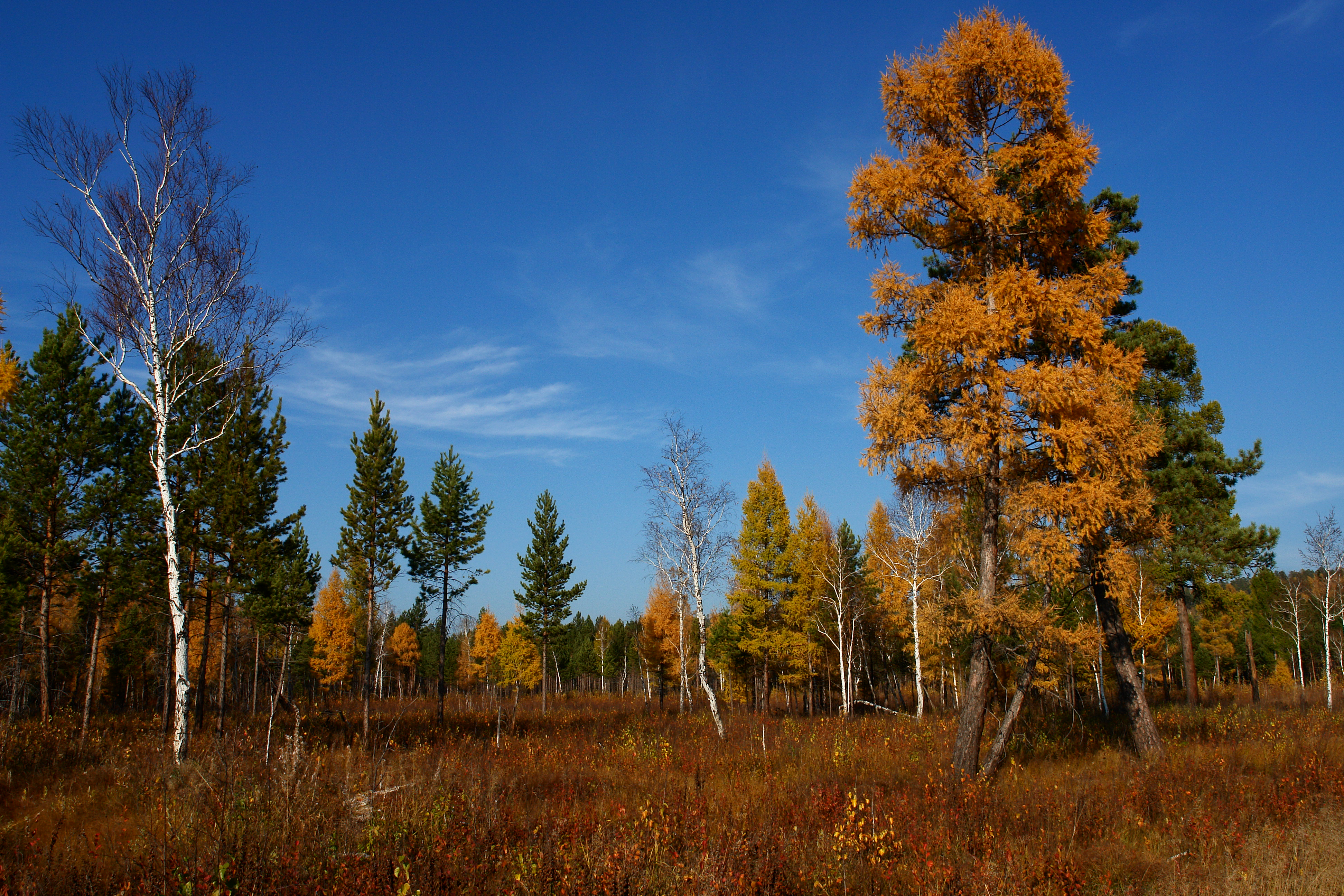
Mélèze de Sibérie et sa couleur automnale (à droite).
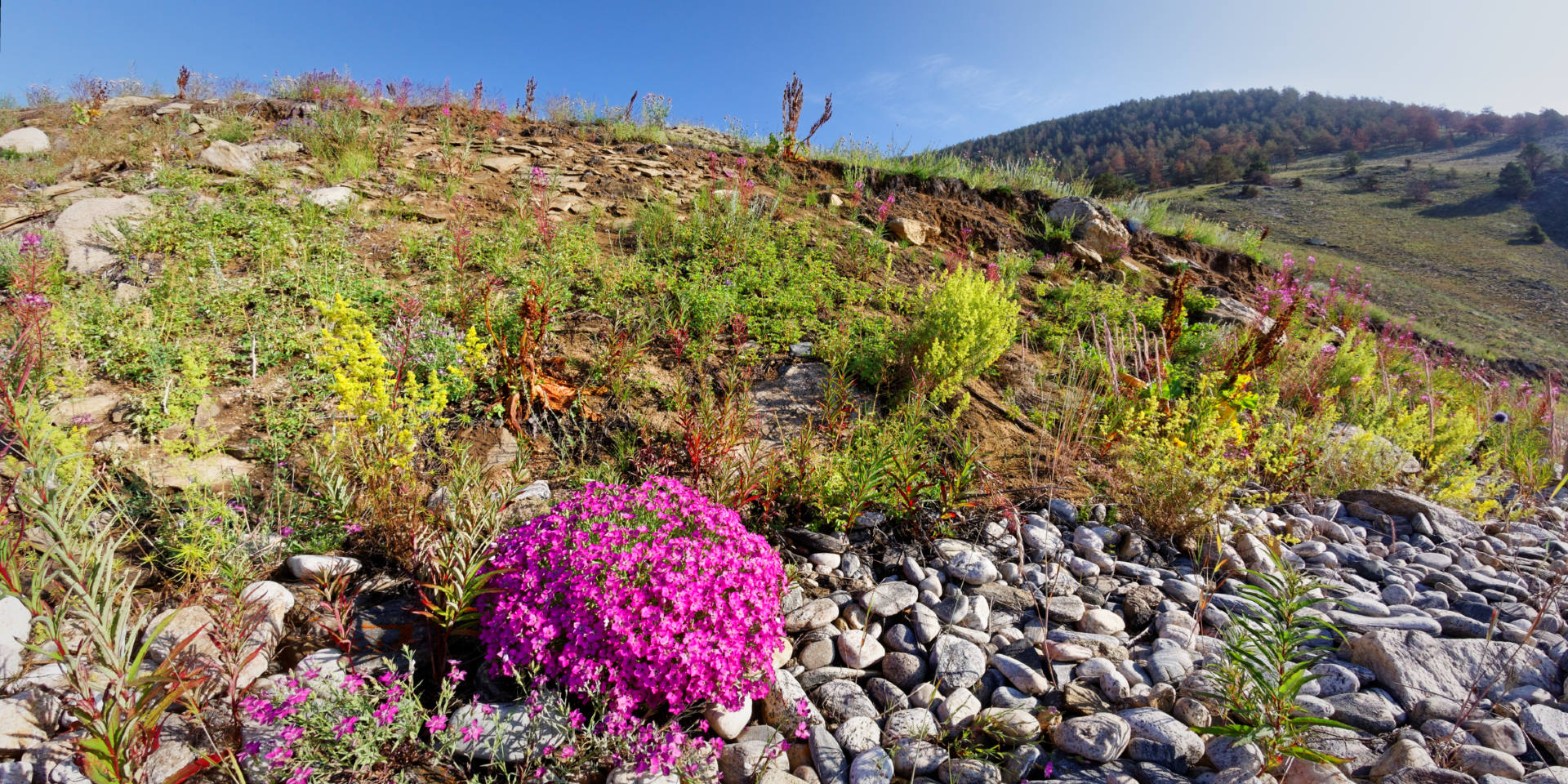
Fleurs de la vallée d'Ibida à Olkhon.
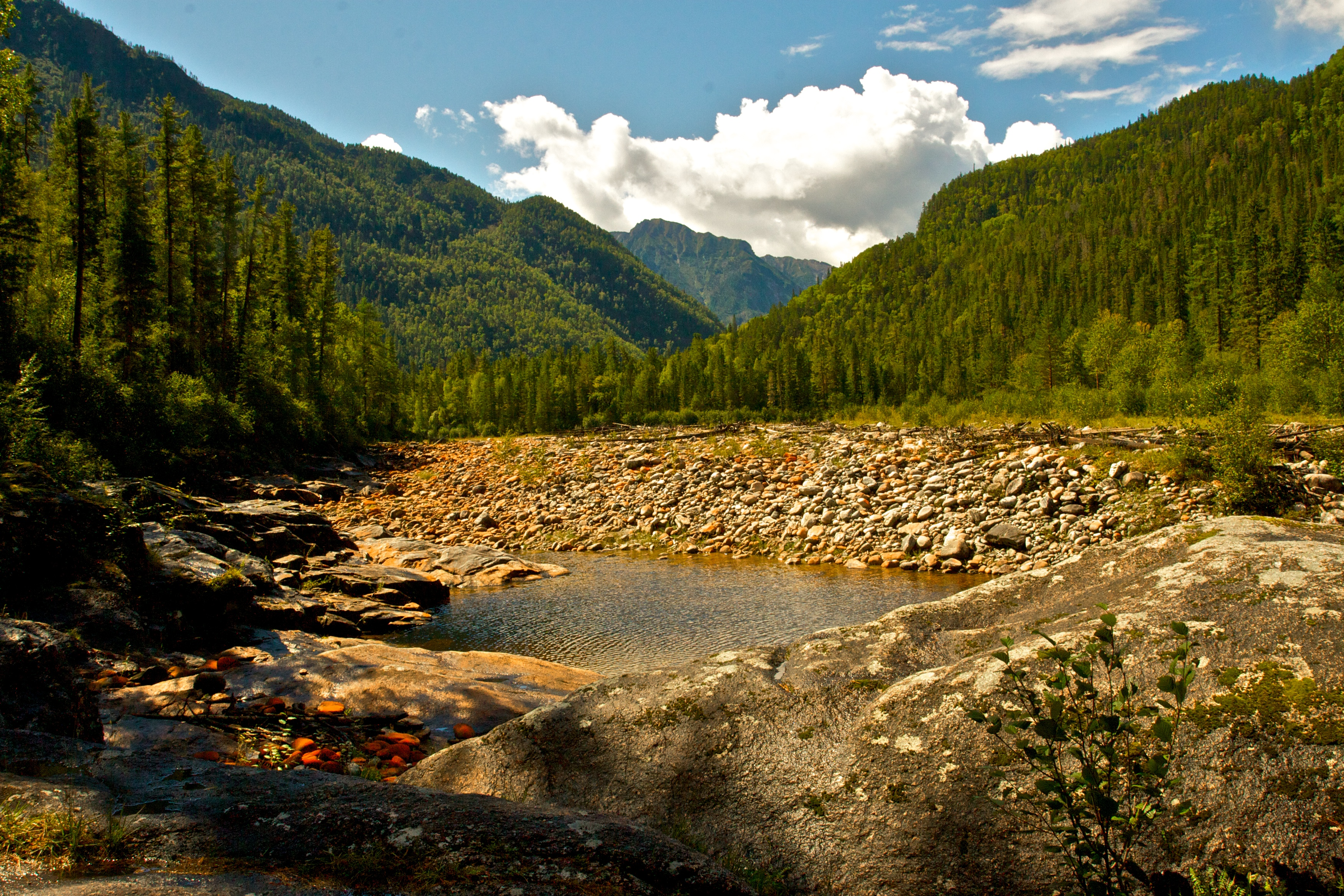
Taïga dans la vallée de la Kitoï.
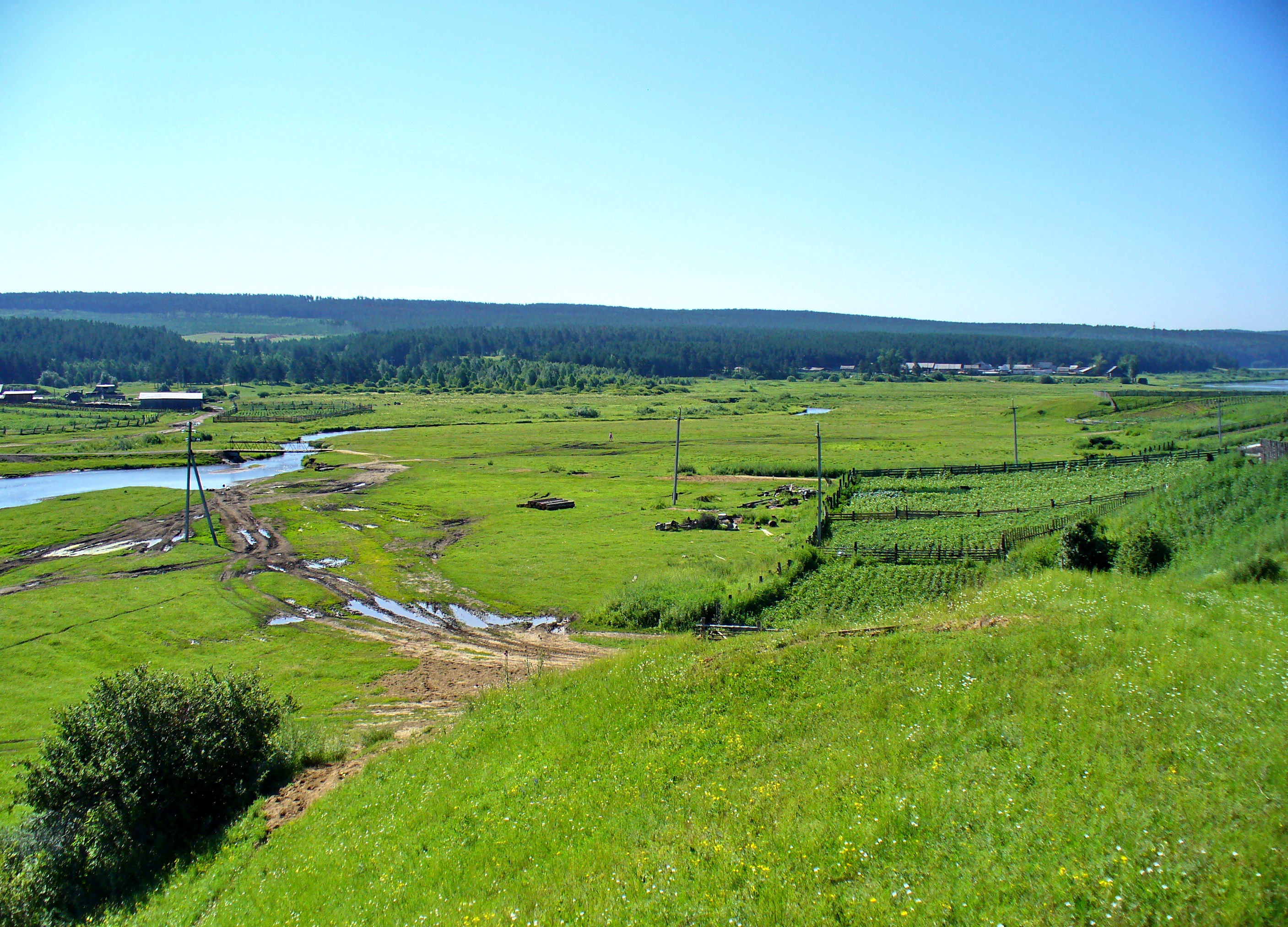
Plaine et forêts à Oust-Baleï.

### Faune
La faune de l'oblast est à la fois riche et diversifiée. D'après le ministère des Ressources naturelles et de l'Écologie de l'oblast, en 2019, l'oblast comptait 435 espèces d'oiseaux, 87 espèces de mammifères, 6 espèces de reptiles et 6 espèces d'amphibiens étaient recensées dans l'oblast.

Parmi celles-ci, 6 espèces de mammifères et 45 espèces d'oiseaux font partie des espèces protégées incluses dans le Livre rouge de Russie. De plus, le Livre rouge de l'oblast d'Irkoutsk, publié en 2010, comprend 62 espèces d'oiseaux, 17 espèces de mammifères, 14 espèces de crustacés, 12 espèces de poissons, 10 espèces d'insectes, 2 espèces d'amphibiens, 2 espèces de reptiles et 1 espèce d'amiboïdes et de sangsues. Ainsi, entre autres, 62 espèces d'oiseaux (14,5 % de tous les oiseaux), 17 espèces de mammifères (19,5 %)  2 espèces de reptiles (33,3 %) et 2 espèces d'amphibiens (33,3 %), font l'objet d'une protection légale sur le territoire de l'oblast d'Irkoutsk. Outre ces espèces, la Liste des vertébrés terrestres de l'oblast d'Irkoutsk nécessitant une protection particulière comprend 30 espèces d'oiseaux, 7 espèces de mammifères et 1 espèce de reptiles.

Faune de l'oblast  :
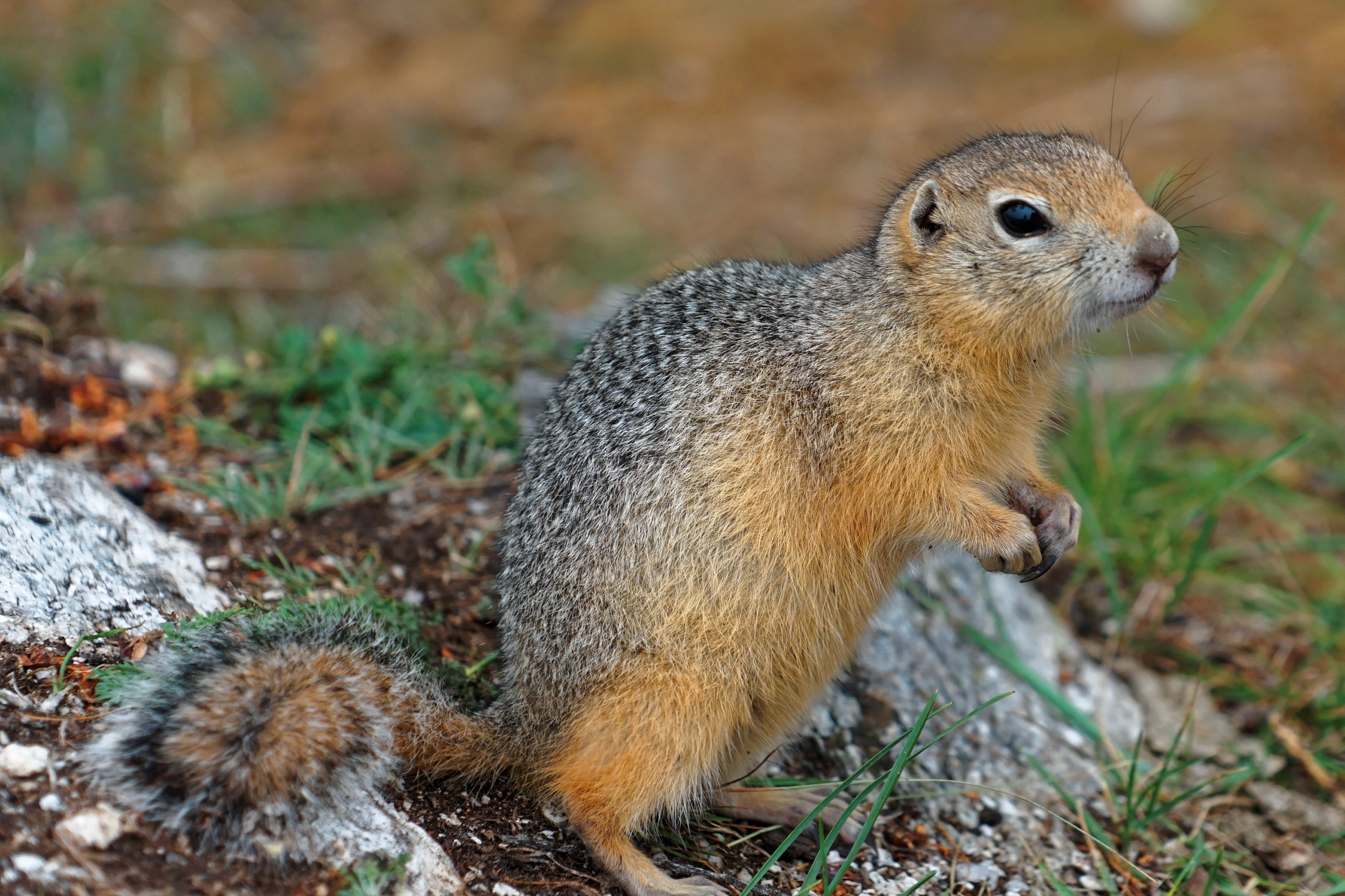
Souslik de Parry à Olkhon.
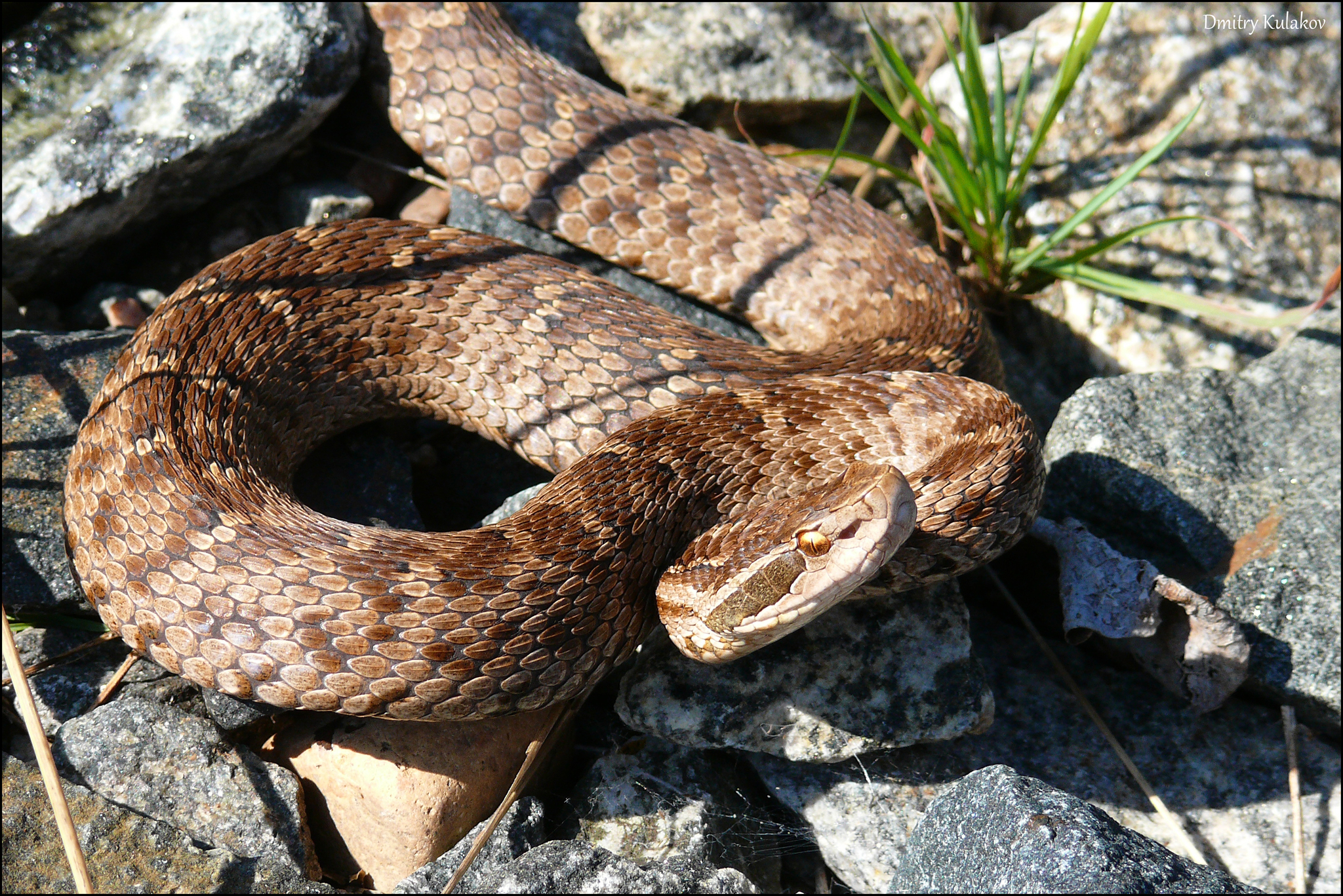
Gloydius halys.
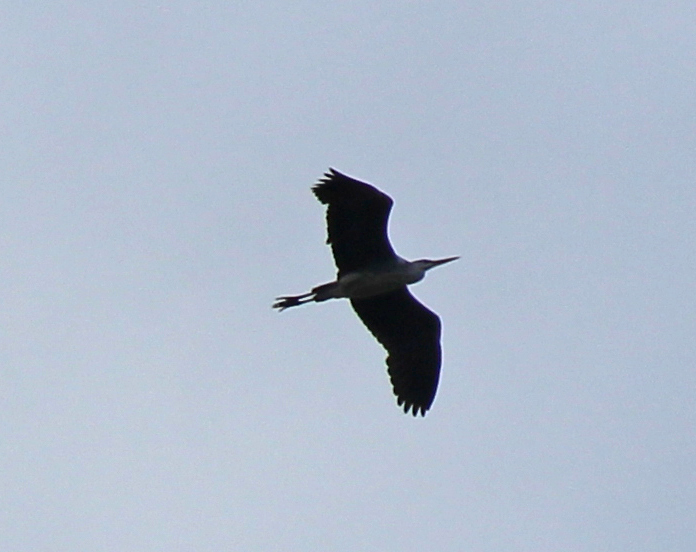
Héron cendré.
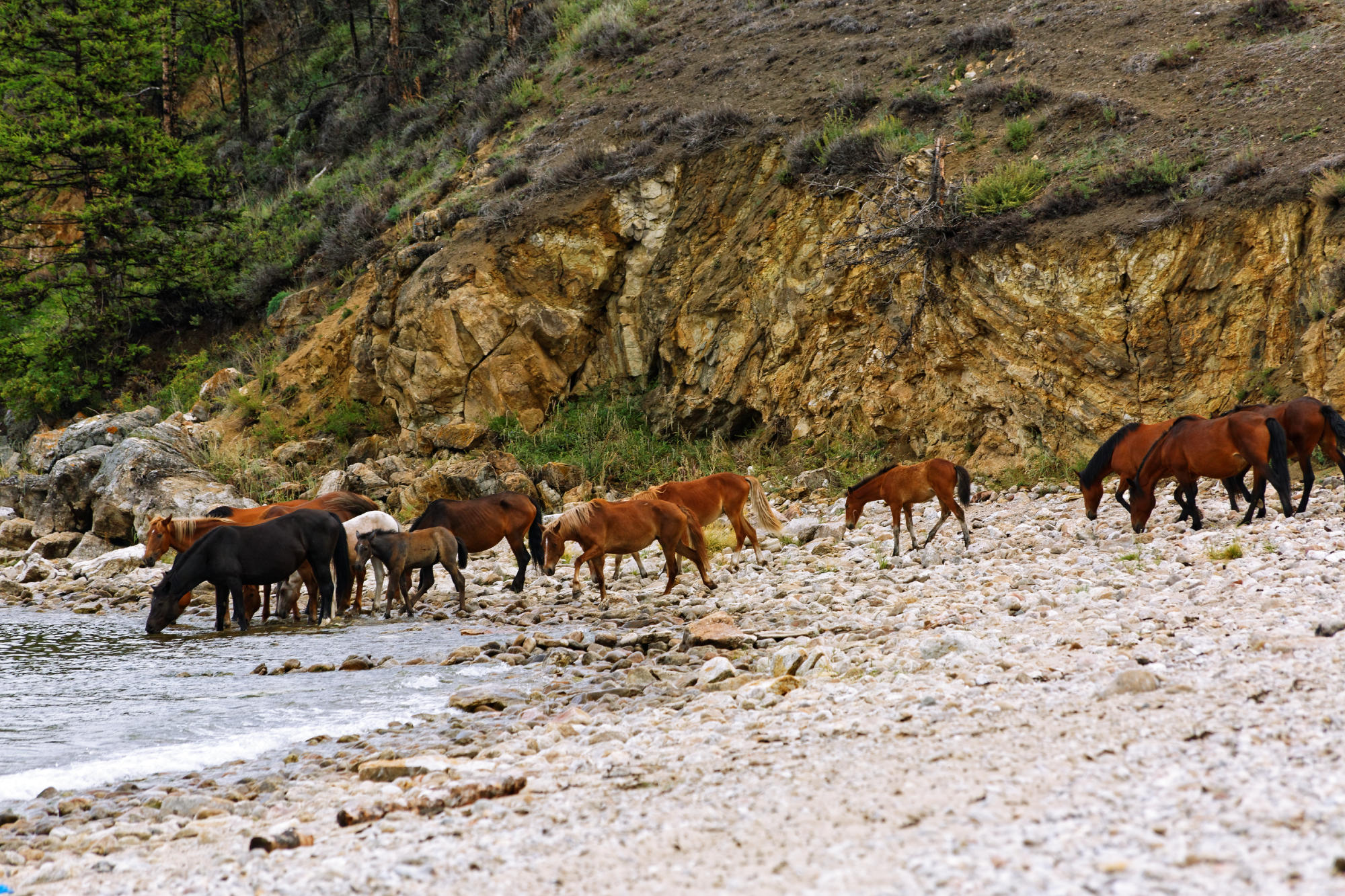
Chevaux sauvages à Olkhon.

### Aires protégées

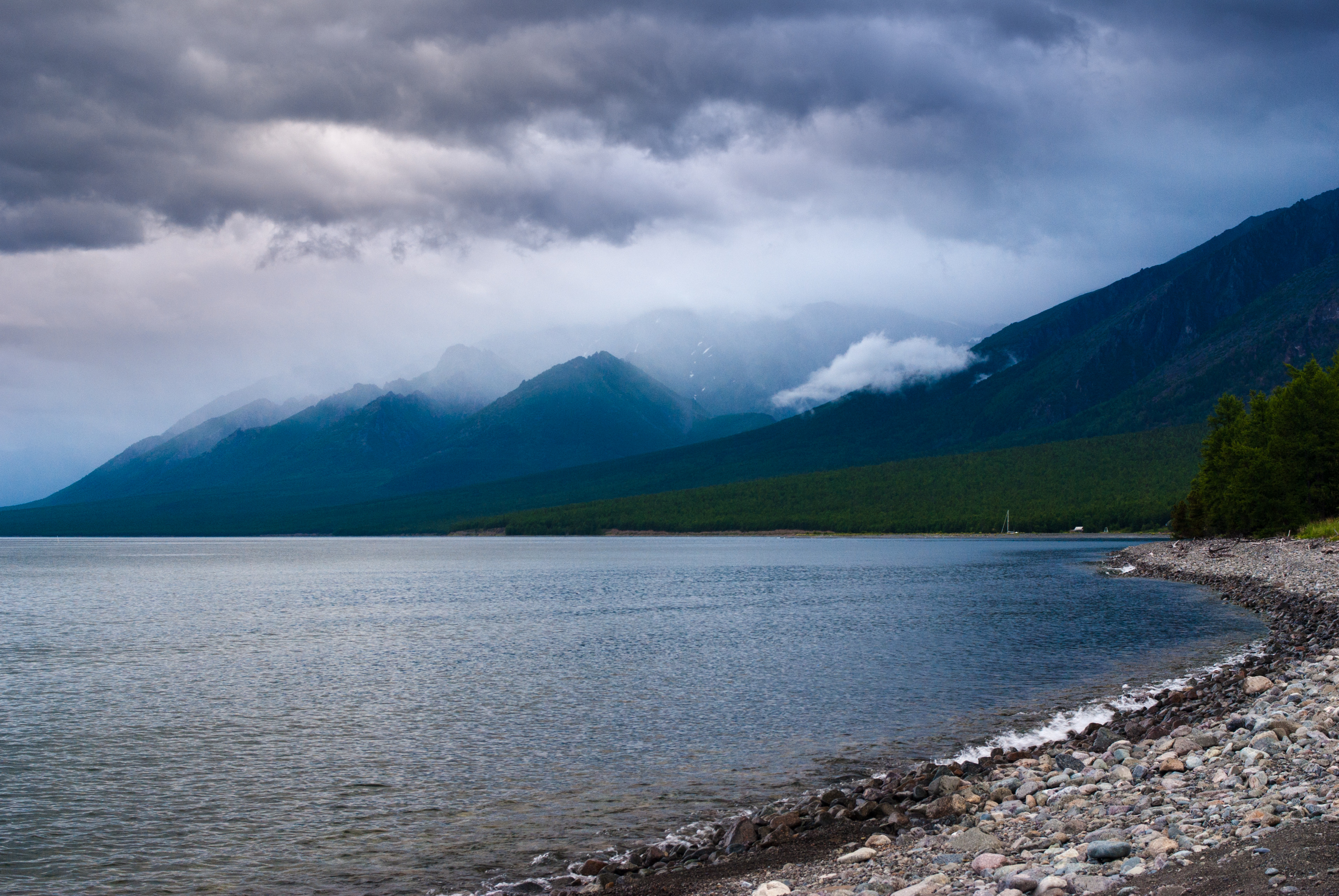
Baie Zavorotnaïa, Lac Baïkal.

Les aires protégées de l'oblast d'Irkoutsk sont réparties en cinq aires d'importance fédérale, dont 3 réserves naturelles d'État, une zakaznik fédérale et un parc national ; mais aussi en aires d'importance régionales avec 13 zakazniks régionales, et 81 monuments naturels,.
Les aires protégées d'importance fédérale recouvrent une superficie totale de 1 844,858 milliers d'hectares, soit 2,38 % de la superficie de l'oblast. Trois de celles-ci sont situées dans la région du lac Baïkal, aires baïkaliennes couvrant 1 126,347 milliers d'hectares, soit 61 % de la superficie des aires fédérale. Les aires d'importance fédérales baïkaliennes sont la réserve naturelle Baïkal-Léna, le parc national Pribaïkalski et la zakaznik de Krasny Iar. Outre ces aires, il y a la réserve naturelle des Tofalars et la réserve naturelle de la Vitim. En 1996, lors de la 20e session du Comité du patrimoine mondial, ce dernier a inscrit le lac Baïkal sur la liste du patrimoine mondial de l'Unesco,.
Sur le territoire de l'oblast d'Irkoutsk, il existe 13 zakazniks d'importance régionale, qui couvrent 775 431 milliers d'hectares, soit un peu plus de 1 % de la superficie de l'oblast. Par ailleurs, il existe des aires protégées d'importance locale à Irkoutsk qui en, qui recouvrent 1,5 % de la superficie de la ville.

## Culture locale et patrimoine
L'oblast d'Irkoutsk a une histoire riche, c'est pourquoi de nombreuses colonies abritent des monuments architecturaux et historiques. Il y a plus de soixante musées dans la région ; selon ce paramètre, l'oblast d'Irkoutsk est parmi les leaders en Sibérie avec l'oblast d'Omsk et le kraï de Krasnoïarsk.
La Journée de l'oblast d'Irkoutsk est célébrée, généralement le premier ou le deuxième dimanche d'octobre, fixée chaque année par le comité d'organisation.

### Distinction
L'oblast est récipiendaire de l'Ordre de Lénine depuis le 9 juin 1967.